# Phú Quốc
Phú Quốc là một đặc khu trực thuộc tỉnh An Giang, Việt Nam.
Trước đây, đảo Phú Quốc cùng các đảo nhỏ lân cận và quần đảo Thổ Chu hợp lại tạo thành thành phố Phú Quốc trực thuộc tỉnh Kiên Giang ở vịnh Thái Lan, đây là thành phố đảo đầu tiên và duy nhất được thành lập của Việt Nam. Từ ngày 17 tháng 6 năm 2025, các đơn vị hành chính cấp huyện bị giải thể, thành phố Phú Quốc được chia tách thành đặc khu Phú Quốc và đặc khu Thổ Châu (xã Thổ Châu trước đây).

## Địa lý
Đảo Phú Quốc nằm trong vịnh Thái Lan, phía Tây Nam của Việt Nam. Phú Quốc cách phường Rạch Giá 120 km và cách phường Hà Tiên 45 km. Nhìn trên bản đồ, Phú Quốc có hình dáng con cá đang vẫy đuôi trong vịnh Thái Lan.

### Địa hình
Vùng biển Phú Quốc có 22 hòn đảo lớn nhỏ, trong đó đảo Phú Quốc lớn nhất có diện tích 580 km², dài 49 km. Địa hình thoải chạy từ Bắc xuống Nam với 99 ngọn núi đồi. Tuy nhiên, cụm đảo nhỏ của cảng An Thới bị ngăn cách hẳn với phần mũi phía Nam của đảo Phú Quốc bởi một eo biển có độ sâu tới hơn 60m.
Đảo Phú Quốc được cấu tạo từ các đá trầm tích Mesozoi và Kainozoi, bao gồm cuội kết đa nguồn gốc phân lớp dày, sỏi thạch anh, silica, đá vôi, riolit và felsit. Các đá Mesozoi thuộc hệ tầng Phú Quốc. Trầm tích Kainozoi thuộc các hệ tầng Long Toàn (Pleistocen giữa - trên), hệ tầng Long Mỹ (Pleistocene trên), hệ tầng Hậu Giang (Holocene dưới - giữa), các trầm tích Holocene trên và các trầm tích Đệ Tứ không phân chia.

### Khí hậu - Thủy văn
Thời tiết mát mẻ mang tính nhiệt đới gió mùa. Khí hậu chia hai mùa rõ rệt.
Mùa khô (từ cuối tháng 10 đến tháng 4 năm sau): Đảo Phú Quốc chịu ảnh hưởng gió tín phong bán cầu Bắc. Nhiệt độ cao nhất 35 °C vào tháng 4 và tháng 5.
Mùa mưa (từ tháng 5 đến đầu tháng 10): Đảo Phú Quốc là cửa ngõ đón gió mùa Tây – Tây Nam, độ ẩm cao từ 85 – 90%.
| Dữ liệu khí hậu của Phú Quốc                                 | Dữ liệu khí hậu của Phú Quốc | Dữ liệu khí hậu của Phú Quốc | Dữ liệu khí hậu của Phú Quốc | Dữ liệu khí hậu của Phú Quốc | Dữ liệu khí hậu của Phú Quốc | Dữ liệu khí hậu của Phú Quốc | Dữ liệu khí hậu của Phú Quốc | Dữ liệu khí hậu của Phú Quốc | Dữ liệu khí hậu của Phú Quốc | Dữ liệu khí hậu của Phú Quốc | Dữ liệu khí hậu của Phú Quốc | Dữ liệu khí hậu của Phú Quốc | Dữ liệu khí hậu của Phú Quốc |
| Tháng                                                        | 1                            | 2                            | 3                            | 4                            | 5                            | 6                            | 7                            | 8                            | 9                            | 10                           | 11                           | 12                           | Năm                          |
| ------------------------------------------------------------ | ---------------------------- | ---------------------------- | ---------------------------- | ---------------------------- | ---------------------------- | ---------------------------- | ---------------------------- | ---------------------------- | ---------------------------- | ---------------------------- | ---------------------------- | ---------------------------- | ---------------------------- |
| Cao kỉ lục °C (°F)                                           | 35.1 (95.2)                  | 35.3 (95.5)                  | 38.1 (100.6)                 | 37.5 (99.5)                  | 37.0 (98.6)                  | 33.7 (92.7)                  | 33.3 (91.9)                  | 33.4 (92.1)                  | 33.3 (91.9)                  | 34.5 (94.1)                  | 33.2 (91.8)                  | 34.6 (94.3)                  | 38.1 (100.6)                 |
| Trung bình ngày tối đa °C (°F)                               | 30.4 (86.7)                  | 31.1 (88.0)                  | 32.1 (89.8)                  | 32.3 (90.1)                  | 31.4 (88.5)                  | 30.0 (86.0)                  | 29.5 (85.1)                  | 29.2 (84.6)                  | 29.2 (84.6)                  | 29.9 (85.8)                  | 30.3 (86.5)                  | 30.0 (86.0)                  | 30.5 (86.9)                  |
| Trung bình ngày °C (°F)                                      | 25.6 (78.1)                  | 26.5 (79.7)                  | 27.6 (81.7)                  | 28.4 (83.1)                  | 28.4 (83.1)                  | 27.8 (82.0)                  | 27.5 (81.5)                  | 27.3 (81.1)                  | 27.0 (80.6)                  | 26.7 (80.1)                  | 26.7 (80.1)                  | 26.0 (78.8)                  | 27.1 (80.8)                  |
| Tối thiểu trung bình ngày °C (°F)                            | 22.5 (72.5)                  | 23.5 (74.3)                  | 24.6 (76.3)                  | 25.4 (77.7)                  | 25.6 (78.1)                  | 25.3 (77.5)                  | 25.0 (77.0)                  | 24.9 (76.8)                  | 24.7 (76.5)                  | 24.3 (75.7)                  | 24.0 (75.2)                  | 22.9 (73.2)                  | 24.4 (75.9)                  |
| Thấp kỉ lục °C (°F)                                          | 16.0 (60.8)                  | 16.0 (60.8)                  | 18.5 (65.3)                  | 21.0 (69.8)                  | 22.1 (71.8)                  | 21.2 (70.2)                  | 21.8 (71.2)                  | 21.6 (70.9)                  | 22.0 (71.6)                  | 20.8 (69.4)                  | 16.0 (60.8)                  | 17.1 (62.8)                  | 16.0 (60.8)                  |
| Lượng Giáng thủy trung bình mm (inches)                      | 34 (1.3)                     | 29 (1.1)                     | 54 (2.1)                     | 149 (5.9)                    | 298 (11.7)                   | 413 (16.3)                   | 418 (16.5)                   | 546 (21.5)                   | 473 (18.6)                   | 387 (15.2)                   | 169 (6.7)                    | 59 (2.3)                     | 3.029 (119.3)                |
| Số ngày giáng thủy trung bình                                | 5.3                          | 3.9                          | 5.7                          | 11.5                         | 19.5                         | 21.8                         | 22.5                         | 24.4                         | 22.5                         | 21.6                         | 13.3                         | 6.2                          | 178.3                        |
| Độ ẩm tương đối trung bình (%)                               | 76.3                         | 77.6                         | 77.6                         | 80.5                         | 83.8                         | 85.8                         | 86.6                         | 87.1                         | 88.0                         | 86.9                         | 79.6                         | 73.9                         | 82.0                         |
| Số giờ nắng trung bình tháng                                 | 251                          | 230                          | 255                          | 246                          | 196                          | 146                          | 151                          | 134                          | 139                          | 168                          | 208                          | 242                          | 2.364                        |
| Nguồn: Vietnam Institute for Building Science and Technology |                              |                              |                              |                              |                              |                              |                              |                              |                              |                              |                              |                              |                              |

## Hành chính
Đặc khu Phú Quốc có 8 đơn vị hành chính cấp xã trực thuộc, bao gồm 2 phường: An Thới, Dương Đông và 6 xã: Bãi Thơm, Cửa Cạn, Cửa Dương, Dương Tơ, Gành Dầu, Hàm Ninh, Thổ Châu.
| Đơn vị hành chính cấp xã  | Phường An Thới | Phường Dương Đông | Xã Bãi Thơm | Xã Cửa Cạn | Xã Cửa Dương | Xã Dương Tơ | Xã Gành Dầu | Xã Hàm Ninh | Xã Thổ Châu |
| ------------------------- | -------------- | ----------------- | ----------- | ---------- | ------------ | ----------- | ----------- | ----------- | ----------- |
| Diện tích (km²)           | 34,29          | 15,06             | 98,50       | 40,17      | 184,72       | 81,78       | 57,90       | 62,87       | 13,98       |
| Dân số (người)            | 34.116         | 75.369            | 3.904       | 5.679      | 19.189       | 15.853      | 8.907       | 10.336      | 1.869       |
| Mật độ dân số (người/km²) | 995            | 5.024             | 40          | 141        | 104          | 194         | 154         | 164         | 134         |
| Số đơn vị hành chính      | 10 khu phố     | 12 khu phố        | 4 ấp        | 4 ấp       | 8 ấp         | 6 ấp        | 3 ấp        | 4 ấp        | 1 ấp        |

## Lịch sử

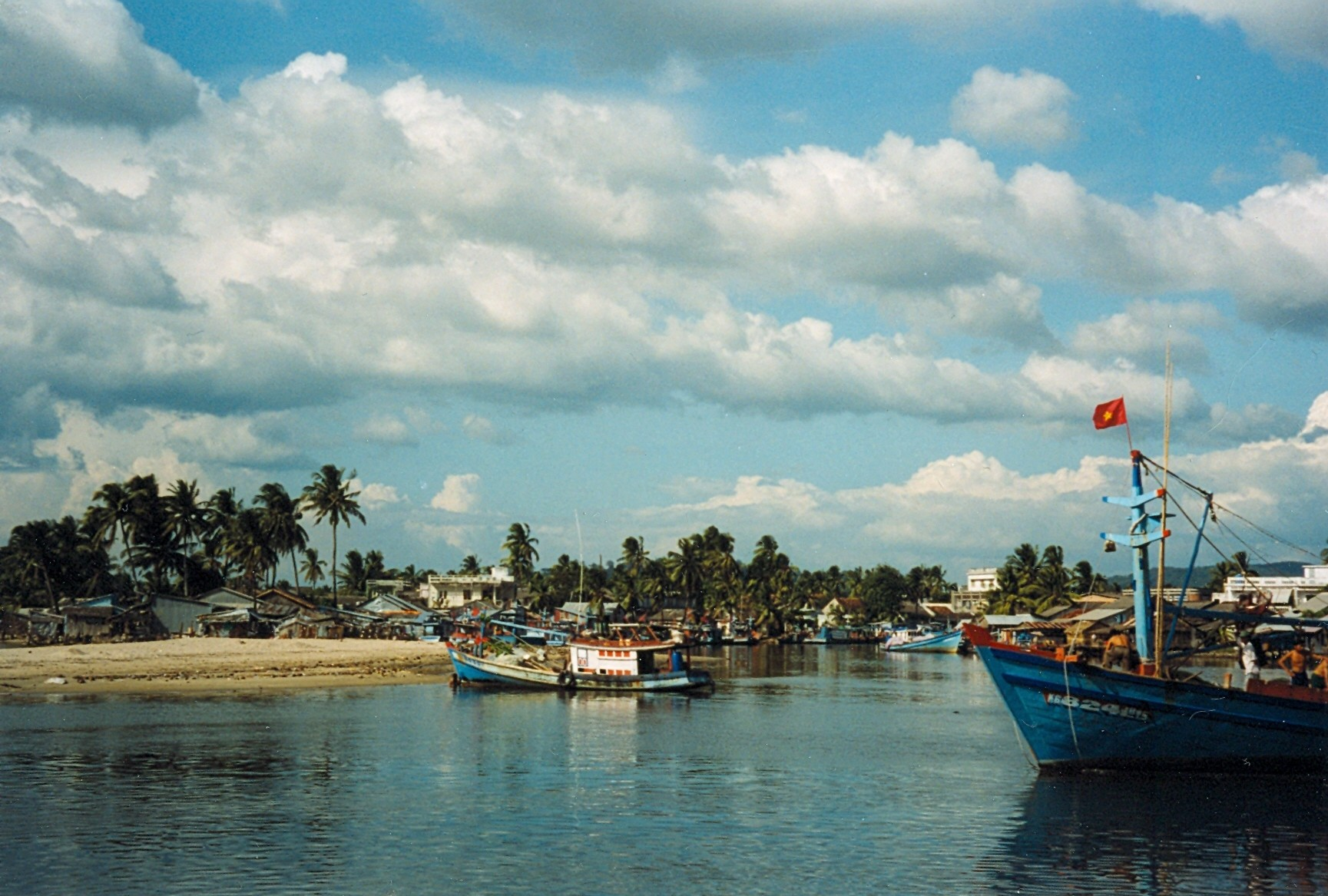
Cảng Dương Đông ở đảo Phú Quốc

Từ thế kỷ thứ V TCN, con người bắt đầu xuất hiện ở Phú Quốc, mang đặc trưng của văn hóa Óc Eo, nền văn hoá lập quốc đầu tiên người Khmer ở khu vực. Năm 1671, một người Hoa tên Mạc Cửu (Mạc Kính Cửu), quê ở Lôi Châu tỉnh Quảng Đông, mang cả gia đình, binh sĩ và một số sĩ phu khoảng 400 người lên thuyền rời khỏi Phúc Kiến. Sau nhiều ngày lênh đênh trên biển cả, phái đoàn Mạc Cửu đổ bộ lên một vùng đất hoang trong vịnh Thái Lan. Sau khi dò hỏi và biết vùng đất này thuộc ảnh hưởng Chân Lạp, phái đoàn liền tìm đường đến Oudong xin tị nạn, nhưng lúc đó nội bộ Chân Lạp có loạn.
Năm 1680, Mạc Cửu lập ấp rải rác từ Vũng Thơm, Trủng Kè, Cần Vọt, Rạch Giá, Cà Mau. Hà Tiên trở thành thương cảng quan trọng, thôn ấp định cư nằm sát mé biển, thuận tiện cho ghe thuyền tới lui, hoặc ở đất cao theo Giang thành, sông Cái Lớn, sông Gành Hào, Ông Đốc để canh tác. Ông lập ra 7 sòng bạc dọc bờ biển: Mán Khảm (hay Mang Khảm, Peam), Long Kỳ (Ream), Cần Bột (Kampot), Hương Úc (Kampong Som), Sài Mạt (Cheal Meas hay Banteay Meas), Linh Quỳnh (Kiri Vong) và Phú Quốc (Koh Tral). Thủ phủ đặt tại Mán Khảm (tức Hà Tiên), sau đổi thành Căn Khẩu (Căn Kháo hay Căn Cáo). Tiếng đồn vang xa, lưu dân gốc Hoa từ khắp nơi trong vịnh Thái Lan xin vào đây lập nghiệp, dần dần vùng đất này trở thành một lãnh địa phồn vinh với tên gọi mới: Căn Khẩu Quốc. Đảo Koh Tral cũng đổi tên thành Phú Quốc (vùng đất giàu có).
Năm 1708, Mạc Cửu liên lạc được với Chúa Quốc Nguyễn Phúc Chu.
Năm 1714, Mạc Cửu xin làm thuộc hạ của chúa Nguyễn và được phong chức tổng binh cai trị đất Căn Khẩu.
Năm 1724, Mạc Cửu dâng luôn toàn bộ đất đai và được phong làm đô đốc cai trị lãnh thổ Căn Khẩu, đổi tên thành Long Hồ dinh.
Năm 1729, Long Hồ dinh nổi tiếng là vùng đất trù phú nhất vịnh Thái Lan.
Năm 1735, Mạc Cửu mất, con là Mạc Sĩ Lân, sau đổi thành Mạc Thiên Tứ, được phong làm đô đốc, kế nghiệp cha cai trị Long Hồ dinh. Gia đình họ Mạc được Ninh vương Nguyễn Phúc Chú nâng lên hàng vương tôn. Long Hồ dinh đổi tên thành Hà Tiên trấn.
Năm 1739, Mạc Thiên Tứ lập thêm bốn huyện: Long Xuyên (Cà Mau), Kiên Giang (Rạch Giá), Trấn Giang (Cần Thơ) và Trấn Di (Bắc Bạc Liêu).
Năm 1755, Nặc Nguyên nhờ Mạc Thiên Tứ dâng chúa Nguyễn lãnh thổ hai phủ Tầm Bôn (Tân An) và Lôi Lập (Gò Công) để được về Nam Vang cai trị. Năm 1758, chúa Nguyễn đưa Nặc Tôn (Ang Ton II) lên làm vua và được tặng thêm lãnh thổ Tầm Phong Long (Châu Đốc và Sa Đéc). Nặc Tôn tặng riêng Mạc Thiên Tứ lãnh thổ 5 phủ miền Đông Nam Chân Lạp: Hương Úc (Kampong Som), Cần Bột (Kampot), Châu Sum (Chân Sum có thể là Trực Sâm, Chưng Rừm (Chhuk nay thuộc tỉnh Kampot, Chân Sum cũng có thể là phủ Chân Sum (còn gọi là Chân Chiêm) nằm giữa Châu Đốc và Giang Thành, nay là vùng Bảy Núi An Giang (nơi có núi Chân Sum).), Sài Mạt (Cheal Meas hay Banteay Meas) và Linh Quỳnh (Kiri Vong).
5 phủ này là vùng duyên hải (ven bờ Vịnh Thái Lan) từ Srae Ambel tỉnh Koh Kong (tức Cổ Công, giáp với vùng người Thái (Xiêm La) kiểm soát) cho đến Mang Khảm (Peam), bờ đất liền đối diện phía Đông Bắc đảo Phú Quốc, đã được Mạc Thiên Tứ dâng hết cho Võ vương Nguyễn Phúc Khoát. Võ vương sáp nhập tất cả các vùng đất mới vào trấn Hà Tiên, giao cho Mạc Thiên Tứ cai trị.
Năm 1770, nhà truyền giáo Pierre Pigneau de Béhaine (Bá Đa Lộc) đặt chân lên Phú Quốc và xác nhận cư dân ở đây sử dụng tiếng Việt để giao tiếp, không sử dụng tiếng Khmer.
Năm 1822, đại sứ nước Anh John Crawfurd trên hành trình đi sứ Xiêm và Cochin China (Việt Nam) đã ghé thăm và khám phá đảo Phú Quốc. Ngày 13 tháng 3 năm 1822, Crawfurd neo tàu để lên hòn đảo lớn nhất ở hướng tây bắc. Đảo này có nhiều người sinh sống, họ mến khách và họ toàn là người Cochin China.
Trên đảo cũng có người Hoa gốc Hải Nam nên dễ dàng cho đoàn của Crawfurd thông dịch. Crawfurd được người trên đảo bảo rằng đoàn người của ông là những người châu Âu đầu tiên mà họ thấy ghé thăm đảo. Ông nhận thấy người dân trên đảo khá cởi mở, già trẻ, gái trai không thấy bị lễ giáo ràng buộc nhiều. Crawfurd trao đổi với các vị quan trên đảo thông qua người thông dịch gốc Hoa của mình. Thực ra họ chỉ dùng bút đàm (viết chữ Hán), chứ không cần hé môi một lời nào. Đảo này tiếng Cochin China gọi là Phu-kok (Phú Quốc), tiếng Thái là Koh-dud, hoặc "đảo xa xôi". Tiếng Campuchia thì gọi đảo này là Koh-trol, hay đảo con thoi. Bản đồ cũ thì gọi là Quadrole.
Đây là đảo lớn nhất phía Đông vịnh Xiêm, dài không dưới 34 dặm. Sản vật quý giá nhất trên đảo là lignum aloes hay agila wood (trầm hương). Dân số Phu-kok từ 4 – 5 nghìn người, hầu hết là người Việt, một số ít là người Hoa tạm trú. Người dân trên đảo, ngoài trồng cây ăn trái và rau cải, họ trồng nhiều nhất là Convolvulus batatas (khoai lang). Họ nhập lúa gạo từ Kang-kao (Cảng Khẩu, Hà Tiên). Đa số dân Phu-kok làm nghề đánh cá, sống chủ yếu ở bờ Đông của đảo. Ngày 17 tháng 3 năm 1822, Crawfurd rời Phu-kok đi Bangkok. Năm 1855, Hoàng để Napoleon III của Pháp xác nhận Phú Quốc thuộc chủ quyền Việt Nam.
Thời Pháp thuộc, đặt Phú Quốc làm đại lý hành chính, thuộc hạt thanh tra Kiên Giang, rồi Rạch Giá.
Ngày 1 tháng 8 năm 1867, Phú Quốc thuộc hạt Hà Tiên.
Ngày 25 tháng 5 năm 1874, Pháp thành lập hạt Phú Quốc, đồng thời, Pháp còn mở cảng Dương Đông cho tàu thuyền các nước vào buôn bán.
Ngày 16 tháng 6 năm 1875, giải thể hạt Phú Quốc, tái lập tổng thuộc hạt Hà Tiên, gồm 5 thôn: Lạc Hiệp, An Thới, Dương Đông, Hàm Ninh, Phú Dự.
Ngày 5 tháng 1 năm 1876, các thôn gọi là làng, thuộc hạt Hà Tiên.
Ngày 18 tháng 5 năm 1878, đổi tên làng Lạc Hiệp thành làng Lạc Phú.
Ngày 12 tháng 1 năm 1888, tổng Phú Quốc thuộc hạt tham biện Châu Đốc.
Ngày 27 tháng 12 năm 1892, lại thuộc hạt Hà Tiên.

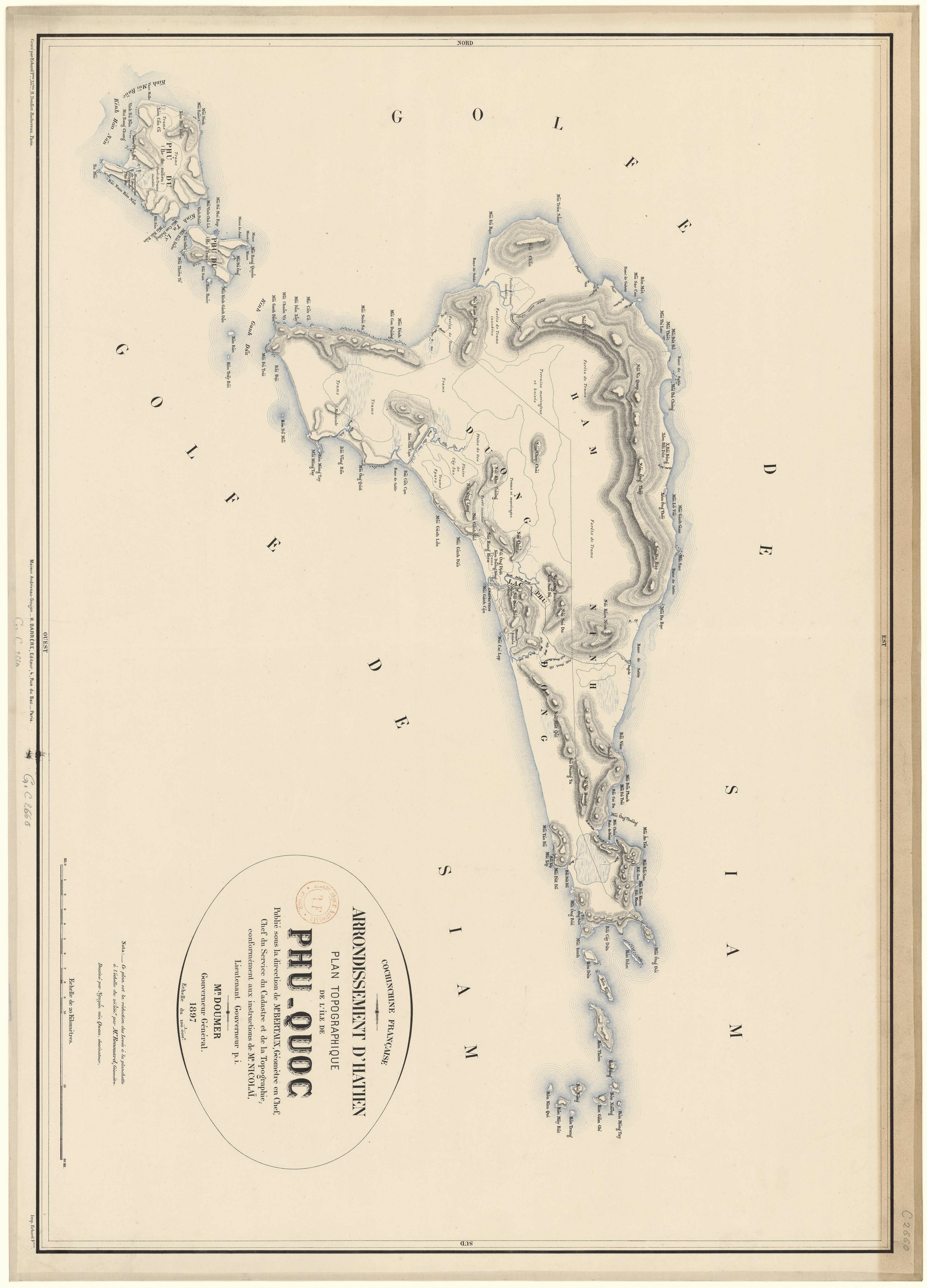
Bản đồ tổng Phú Quốc, hạt Hà Tiên năm 1897. Tổng Phú Quốc lúc bấy giờ bao gồm cả hai đảo Ile du Milieu và Ile à l'Eau (còn gọi là Hòn Năng Trong và Hòn Năng Ngoài), về hành chính thuộc thôn Phú Dự. Năm 1956, hai đảo này đã bị mất về lãnh thổ Campuchia, nay gọi là Koh Thmei và Koh Seh

Ngày 1 tháng 1 năm 1900, thuộc tỉnh Hà Tiên.
Ngày 4 tháng 10 năm 1912, nhập 2 làng An Thới và Lạc Phú vào làng Dương Đông, do Lanchier làm đại biện Pháp. Từ ngày 9 tháng 2 năm 1913, tổng Phú Quốc đổi thành phủ Phú Quốc, thuộc tỉnh Châu Đốc, cử Henri Besnard làm đại biện Pháp đầu tiên.
Ngày 25 tháng 4 năm 1924, đặt làm quận Phú Quốc, thuộc tỉnh Hà Tiên, quản lý đầu tiên là tri phủ Ngô Văn Chiêu.
Sau năm 1956, quận Phú Quốc thuộc tỉnh Kiên Giang, các làng gọi là xã, giải thể xã Phú Dự, còn 2 xã Dương Đông và Hàm Ninh, dân số năm 1965 là 12.449 người. Năm 1949, khi quân Trung Hoa Dân quốc thua trận trước Quân Giải phóng Nhân dân Trung Quốc, Hoàng Kiệt, 1 tướng lĩnh Quốc dân đảng, gốc tỉnh Hồ Nam, dẫn hơn 30.000 quân chạy sang Việt Nam lánh nạn. Lúc bấy giờ, thực dân Pháp cho họ ra đóng quân tại phía Nam đảo Phú Quốc. Sau đó, năm 1953, họ về Đài Loan theo Tưởng Giới Thạch. Đội quân Trung Hoa này bỏ lại nhà cửa, đồn điền,... Pháp thấy vậy tận dụng nhà cửa có sẵn, lập ra nhà tù rộng khoảng 40 ha gọi là "Trại Cây Dừa", có sức giam giữ 14.000 tù nhân.
Thời kì Việt Nam Cộng hòa, Phú Quốc là một duyên khu của hải quân.
Năm 1964, vua Sihanouk của Campuchia tuyên bố chấp nhận đường Brevie từ thời thuộc địa là biên giới biển, đồng nghĩa với việc từ bỏ yêu sách của mình đối với Phú Quốc, công nhận Phú Quốc thuộc chủ quyền Việt Nam.
Năm 1969, Chính quyền Việt Nam Cộng hòa bác bỏ đề xuất lấy đường Brevie từ thời thuộc địa là biên giới biển và tiến hành mở rộng hải phận của Việt Nam. Khmer Đỏ đã hoàn toàn chấp nhận đường Brevie trong các cuộc đàm phán của họ với người Việt Nam (cho dù Khmer Đỏ đã tiến hành 1 chiến dịch chiếm đảo thất bại vào năm 1975).
Sau ngày 30 tháng 4 năm 1975, Phú Quốc là một huyện thuộc tỉnh Kiên Giang, bao gồm thị trấn Dương Đông và 3 xã: Cửa Dương, Dương Tơ, Hàm Ninh.
Ngày 4 tháng 5 năm 1975, một toán quân Khmer Đỏ đột kích đảo Phú Quốc.
Ngày 10 tháng 5 năm 1975, Khmer Đỏ dùng tàu đổ bộ LSM và 3 tàu tuần tra PCF đưa quân đánh chiếm đảo Thổ Châu, dồn hơn 500 người dân Việt Nam trên đảo đưa về Campuchia và tàn sát toàn bộ.
Ngày 27 tháng 5 năm 1975, hải quân nhân dân Việt Nam giải phóng đảo Thổ Châu.
Ngày 17 tháng 2 năm 1979, Hội đồng Chính phủ ban hành Quyết định số 50-CP về việc:
- Chia xã Cửa Dương thành xã Cửa Dương và Cửa Cạn.
- Chia xã Dương Tơ thành xã Dương Tơ và xã An Thới.
- Đổi tên xã Hàm Ninh thành xã Bãi Bổn.

Ngày 24 tháng 4 năm 1993, thành lập xã Thổ Châu trên cơ sở quần đảo Thổ Châu, thành lập xã Bãi Thơm từ một phần các xã Cửa Dương và Cửa Cạn.
Ngày 18 tháng 3 năm 1997, Chính phủ ban hành Nghị định số 23-CP về việc thành lập xã Gành Dầu trên cơ sở một phần diện tích và dân số của xã Cửa Cạn.
Năm 1999, Chính phủ Vương quốc Campuchia và Chính phủ Việt Nam thống nhất về đường Brevie và Phú Quốc thuộc chủ quyền Việt Nam.
Ngày 11 tháng 2 năm 2003, Chính phủ ban hành Nghị định số 10/2003/NĐ-CP về việc giải thể xã An Thới để thành lập thị trấn An Thới và xã Hòn Thơm.
Ngày 17 tháng 9 năm 2014, Thủ tướng Chính phủ ban hành Quyết định số 1676/QĐ-TTg về việc công nhận huyện đảo Phú Quốc là đô thị loại II.
Cuối năm 2019, huyện Phú Quốc có 10 đơn vị hành chính cấp xã trực thuộc, bao gồm 2 thị trấn: Dương Đông (huyện lỵ), An Thới và 8 xã: Bãi Thơm, Cửa Cạn, Cửa Dương, Dương Tơ, Gành Dầu, Hàm Ninh, Hòn Thơm, Thổ Châu.
Ngày 9 tháng 12 năm 2020, Ủy ban Thường vụ Quốc hội ban hành Nghị quyết số 1109/NQ-UBTVQH14 (nghị quyết có hiệu lực từ ngày 1 tháng 1 năm 2021). Theo đó:
- Thành lập thành phố Phú Quốc thuộc tỉnh Kiên Giang trên cơ sở toàn bộ diện tích tự nhiên và 179.480 người của huyện Phú Quốc
- Thành lập phường Dương Đông trên cơ sở toàn bộ diện tích và dân số của thị trấn Dương Đông
- Thành lập phường An Thới trên cơ sở toàn bộ diện tích và dân số của thị trấn An Thới và xã Hòn Thơm.

Sau khi thành lập, thành phố Phú Quốc có 2 phường và 7 xã trực thuộc như hiện nay.
Ngày 21 tháng 1 năm 2025, Thủ tướng Chính phủ ban hành Quyết định số 199/QĐ-TTg về việc công nhận thành phố Phú Quốc là đô thị loại I, trực thuộc tỉnh Kiên Giang.
Ngày 12 tháng 6 năm 2025, Ủy ban Thường vụ Quốc hội ban hành Nghị quyết số 1654/NQ-UBTVQH15 về việc sắp xếp các đơn vị hành chính cấp xã của tỉnh An Giang. Theo đó, toàn bộ diện tích tự nhiên, quy mô dân số của phường Dương Đông, phường An Thới và các xã Dương Tơ, Hàm Ninh, Cửa Dương, Bãi Thơm, Gành Dầu, Cửa Cạn thành đặc khu có tên gọi là đặc khu Phú Quốc.

## Kinh tế

### Hồ tiêu Phú Quốc

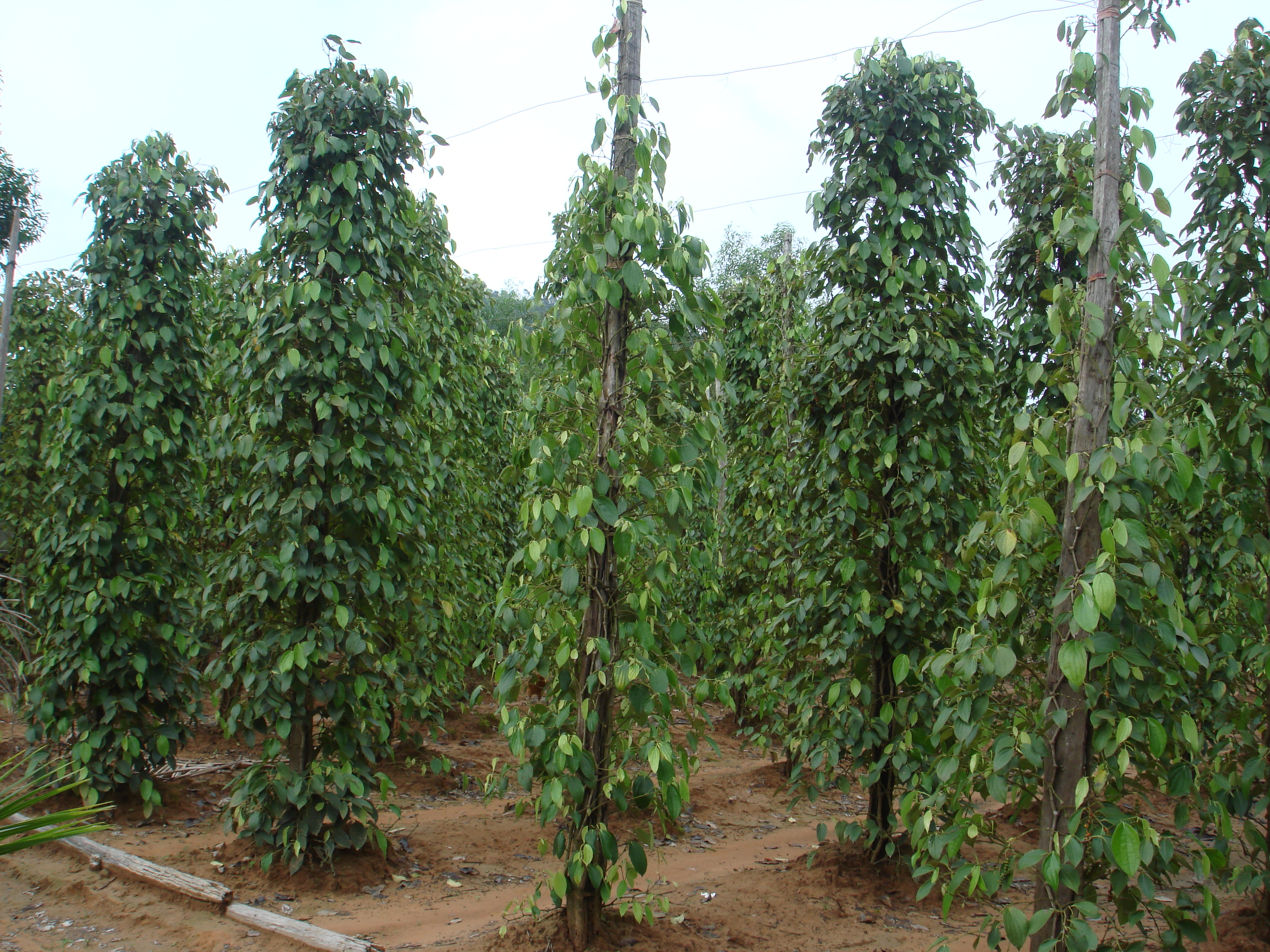
Cây hồ tiêu Phú Quốc

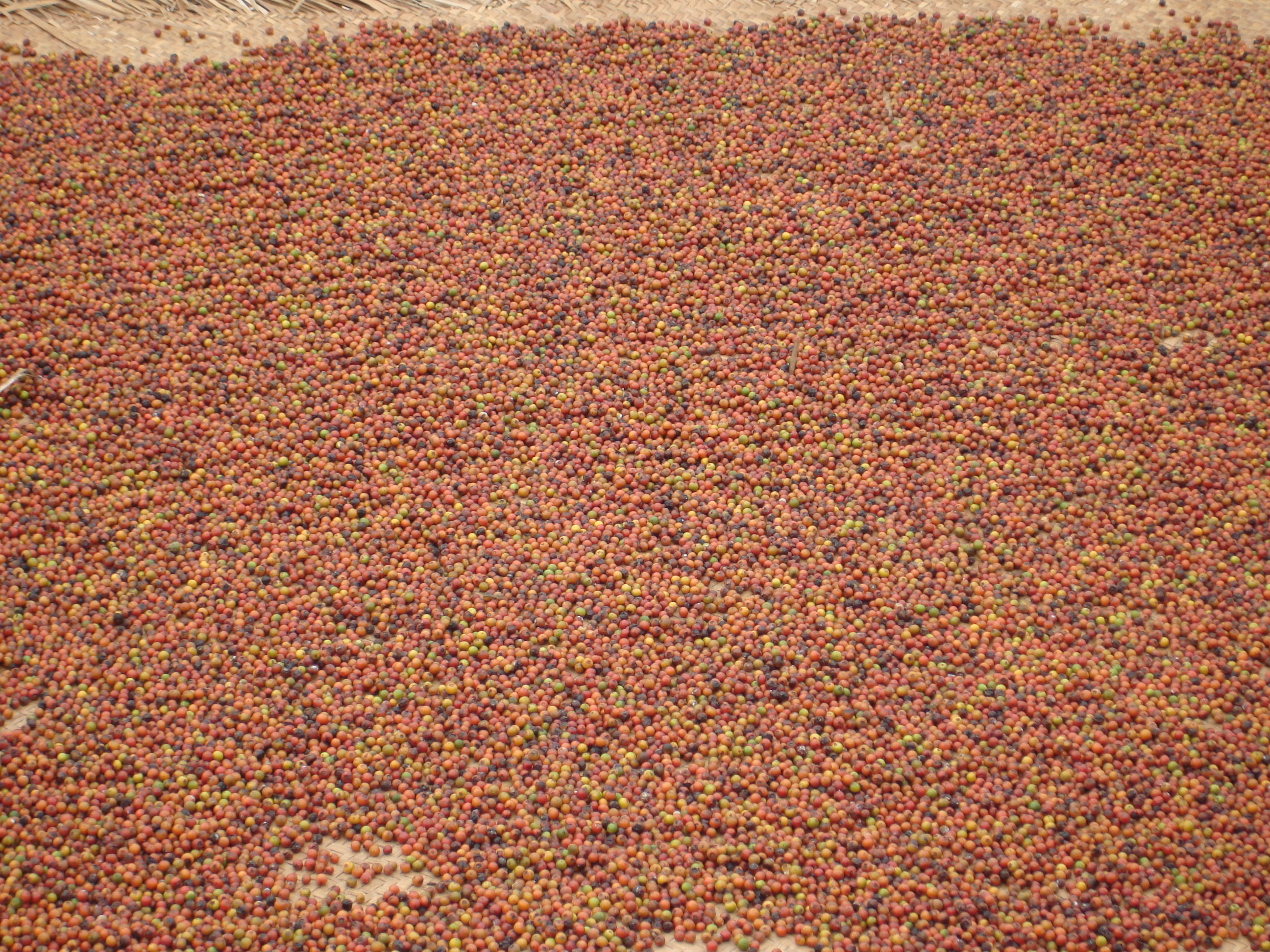
Tiêu đang phơi

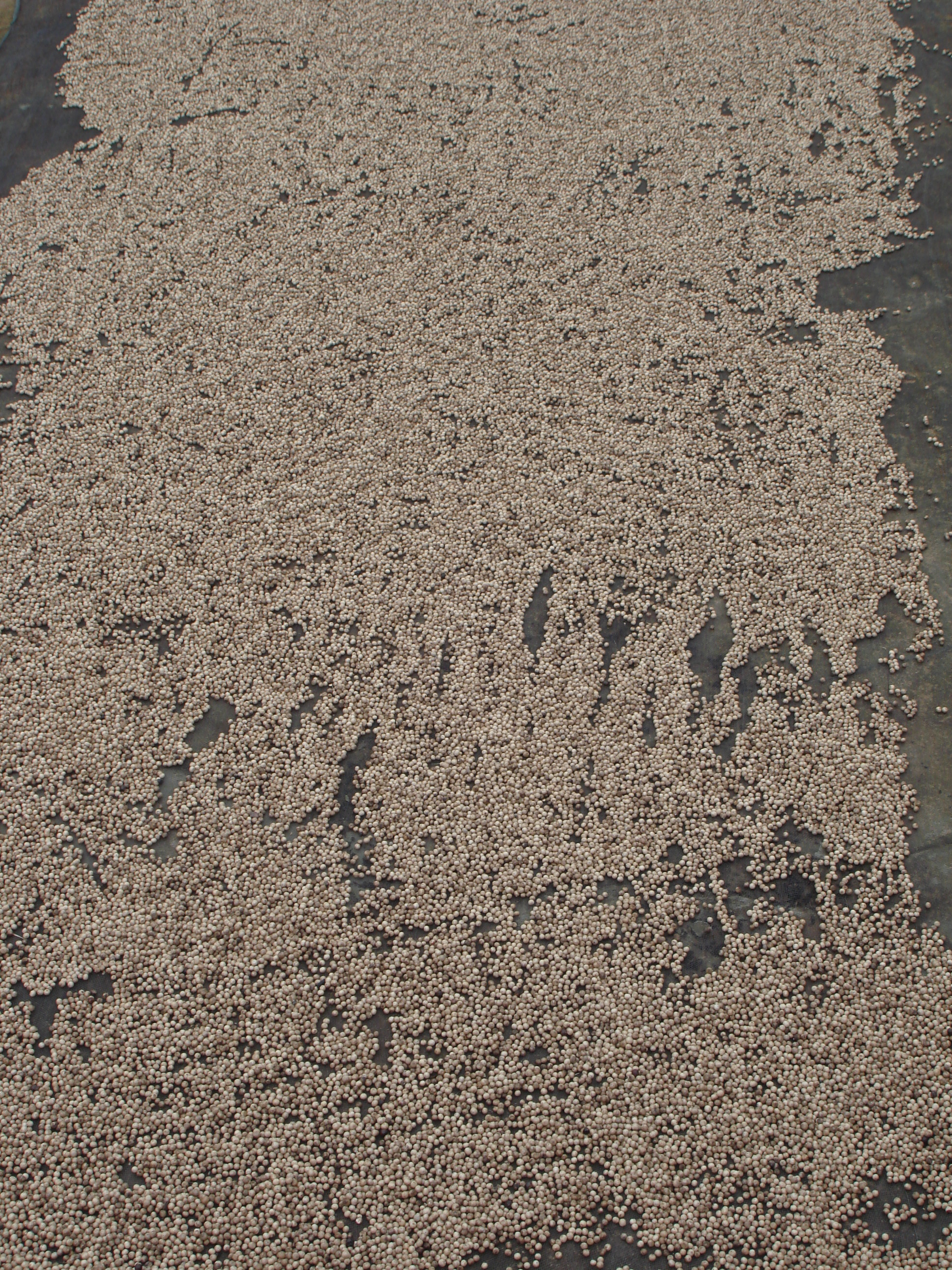
Tiêu đã được phơi khô

Hồ tiêu Phú Quốc là một loại gia vị đặc sản của thành phố Phú Quốc, tỉnh Kiên Giang, Việt Nam.

#### Đặc tính
Hồ tiêu Phú Quốc có vị thơm nồng, đặc biệt là đậm vị hơn nhiều loại hồ tiêu đến từ những vùng miền khác, trong đó phải kể đến tiêu đỏ (tiêu chín). Tiêu được người dân Phú Quốc thu hoạch từng đợt chín và chủ yếu là bằng thủ công, chọn lựa những quả chín phơi riêng gọi là tiêu chín (tiêu đỏ), những quả còn xanh sau khi phơi khô được gọi là tiêu cội (tiêu đen). Do nhu cầu của thị trường, người dân đã dùng tiêu đen tẩy bỏ vỏ chỉ còn lại phần lõi hạt gọi là tiêu sọ. Trong các loại tiêu thì tiêu sọ là ngon nhất và đắt tiền nhất.
Một đặc tính canh tác nữa là hàng năm người trồng tiêu thường lấy những vùng đất mới xung quanh vườn bón xung quanh gốc cây (còn gọi là "đất xây thầu"). Cây nọc (choái) chủ yếu là lấy từ lõi của các loại cây quý như ổi rừng, kiềng kiềng, trai, chay, săn đá,... Phân bón chủ yếu là phân bò, phân cá, xác mắm (phần xác cá cơm bị loại bỏ sau khi hoàn tất quy trình sản xuất nước mắm).
Hom giống chủ yếu trồng từ hom thân nên giá thành rất cao. Trung bình để trồng xong 1 ha thì cần từ 300 - 400 triệu/ha nên ít có nông dân đủ tiền trồng 1 lần đủ diện tích lớn mà phải trồng từ từ nhiều năm, nên 1 vườn tiêu ở Phú Quốc thường có nhiều tuổi khác nhau.

#### Phân bố
Cây hồ tiêu được trồng ở Phú Quốc hàng trăm năm. Với diện tích trung bình là 471 ha tập trung ở 3 xã Cửa Dương, Cửa Cạn và Dương Tơ. Thời điểm diện tích lớn nhất là vào những năm 1995 - 2000 là hơn 1000 ha. Đây là thời điểm giá tiêu cao nhất (100.000 - 120.000 đồng/kg tương đương 30 – 40 kg gạo) người trồng tiêu có lời từ 200 - 300 triệu/ha (thời điểm năm 1995 - 2000).

#### Giống và năng suất
Giống hồ tiêu trồng chủ yếu là 2 giống Hà Tiên và Phú Quốc (hồ tiêu lá lớn và hồ tiêu lá nhỏ). Hai nhóm giống này có thời gian thu hoạch gần tương đương nhau từ tháng 11 âm lịch kéo dài hết tháng 2 âm lịch. Giống hồ tiêu Hà Tiên có năng suất cao hơn nhóm Phú Quốc nhưng tuổi thọ và kháng sâu bệnh kém hơn.
Năng suất tiêu ở Phú Quốc trung bình là 2000 – 3000 kg/ha, mật độ trồng từ 2500 - 3000 nọc/ha.

### Chó Phú Quốc
Khi kể về những điều đặc biệt ở Phú Quốc, không thể không kể về giống chó Phú Quốc. Đây là loài chó có đặc điểm rất riêng biệt so với các loài chó khác ở Việt Nam. Chó Phú Quốc luôn có một bờm lông dựng đứng và xoáy trên lưng, có chân dài, dáng người thon, và rất khỏe mạnh. 
Về đặc tính, chúng là loại chó rất thông minh và có khả năng tự lập rất cao cho dù có sống chung với con người. Loài chó này có khả năng tự săn mồi rất tốt, có thể khả năng bơi lội giỏi, đặc biệt chúng có đặc điểm tự đào hang để trú ẩn, sinh sản nếu sống ở nơi có đất rộng. Hiện tại ở Phú Quốc có trung tâm bảo tồn giống chó này với quy mô lên đến hàng trăm con. Nơi đây mở cửa cho du khách đến tham quan, xem các chú chó Phú Quốc biểu diễn các tiết mục: nhặt rác, leo tường rào, đua chó...

## Dân số
Thành phố Phú Quốc có diện tích 589,27 km² và quy mô dân số quy đổi năm 2019 là 179.480 người.
Thành phố Phú Quốc có diện tích 589,27 km², dân số năm 2020 là 144.460 người, mật độ dân số đạt 245 người/km².
Thành phố Phú Quốc có diện tích 589,27 km², quy mô dân số quy đổi tính đến cuối năm 2023 là 294.419 người, mật độ dân số đạt 499 người/km².

## Văn hóa

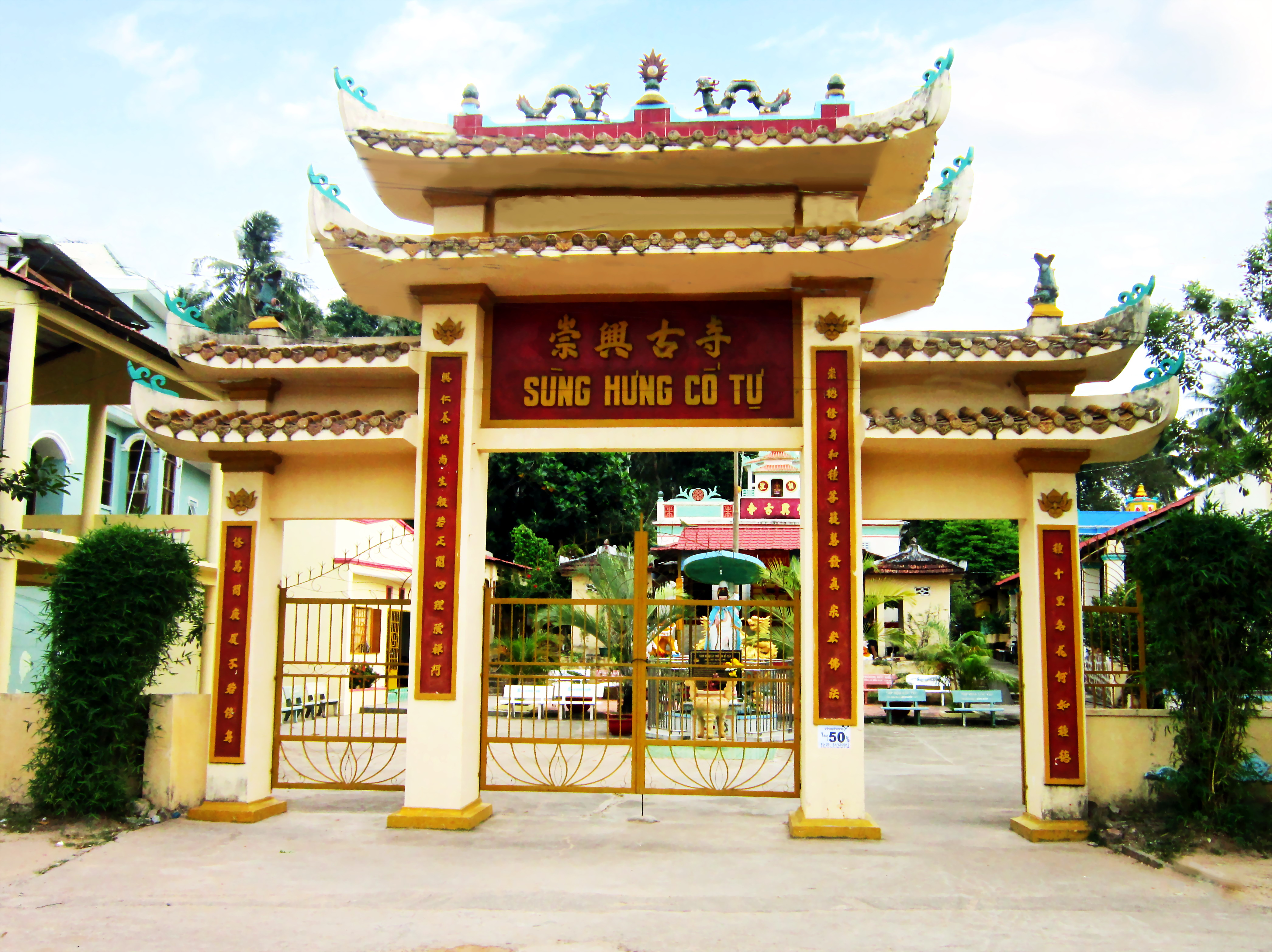
Tam quan chùa Sùng Hưng

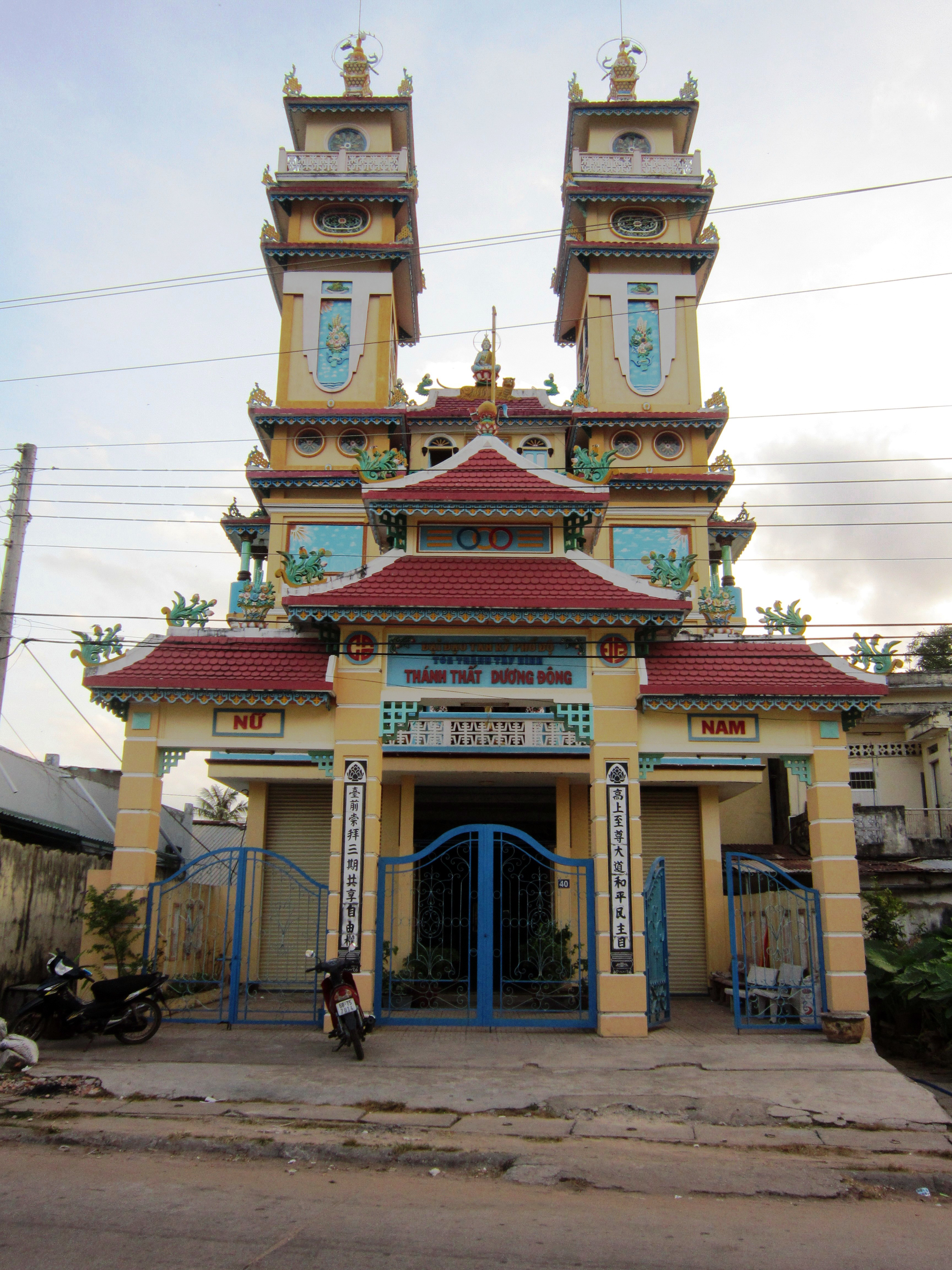
Thánh thất Cao Đài Dương Đông

Ở đảo Phú Quốc, vào ngày rằm tháng 7 âm lịch người dân thường đi chùa tại phường Dương Đông. Vào ngày này sinh hoạt tôn giáo diễn ra khá nhộn nhịp.
Cũng như những nơi khác ở Việt Nam, Phật giáo là tôn giáo có nhiều tín đồ và có ảnh hưởng nhất ở Phú Quốc với những ngôi chùa có hàng trăm năm tuổi như chùa Sùng Hưng, Sùng Đức, Sư Muôn (còn gọi là chùa Hùng Long),...
Phú Quốc được xem là nơi phát tích của đạo Cao Đài. Ngày nay trên đảo có 2 Thánh thất Cao Đài ở phường Dương Đông. Một là Thánh thất Dương Đông thuộc Hội Thánh Cao Đài Tòa Thánh Tây Ninh, hai là Thánh thất Cao Đài Hội Thánh thuộc phái Cao Đài Chiếu Minh Tam Thanh Vô Vi.
Phú Quốc này trước đây có một số nhà nguyện, nhà thờ: Khoảng năm 1930, một số giáo dân miền Bắc vào đảo này làm đồn điền cao su ở gần Bãi Khem. 2 linh mục người Malaysia là Albelza và Merdrignac đã cho xây 1 nhà nguyện tạm bằng lá để làm nơi cầu nguyện, lễ lạc. Việc trồng cao su thất bại nên một số lớn dân chúng vào đất liền chỉ còn lại ít dân nhà nguyện dần dần bị bỏ hoang. Năm 1955, một linh mục cho xây nhà thờ ở phường Dương Đông. Sau năm 1975, nhà thờ này lại bỏ trống, hiện nay được nhà nước quản lý.
Sau năm 1954, có khoảng 1.000 giáo dân quê quán ở Nghệ An ra đảo sinh sống, dưới sự dẫn dắt của linh mục Giuse Trần Đình Lữ. Nhà thờ An Thới được thành lập vào năm 1957 để phục vụ nhu cầu đời sống tôn giáo của các giáo dân. Những năm sau đó, nhiều linh mục và thầy giảng đã được Giám mục Giáo phận Long Xuyên sai đến để phục vụ. Hiện tại, chính xứ là Linh mục Gioan Trần Văn Trông, với sự giúp đỡ của 2 phó xứ là Linh mục Hải Đăng và Vinh Sơn Nguyễn Văn Cảnh. Số giáo dân hiện tại khoảng 2.000 người.

### Đặc sản ẩm thực
| - Nước mắm Phú Quốc - Còi biên mai - Hồ tiêu Phú Quốc | - Khô cá thiều - Rượu sim - Nấm tràm - Rượu mỏ quạ | - Rượu hải mã - Hải sản - Ngọc trai - Cá bớp | - Điều Phú Quốc - Cá trích |

## Du lịch

### Danh lam thắng cảnh
Năm 2006, Khu dự trữ sinh quyển ven biển và biển đảo Kiên Giang bao gồm cả thành phố này được UNESCO công nhận là khu dự trữ sinh quyển thế giới.
Phú Quốc được xác định là trung tâm du lịch sinh thái và trung tâm giao thương tầm cỡ khu vực và quốc tế. Tại đây có nhiều thắng cảnh đẹp như:

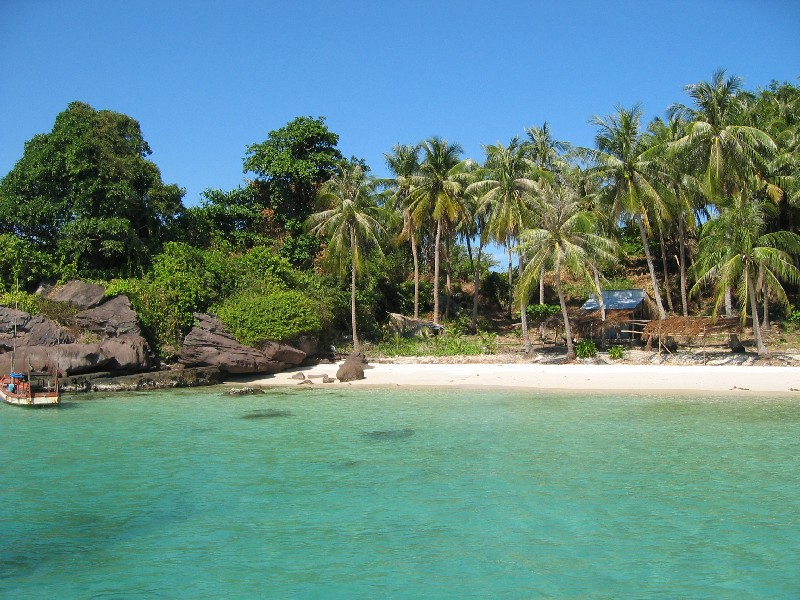
Bãi biển phía Nam Phú Quốc

Toàn cảnh Dinh Cậu

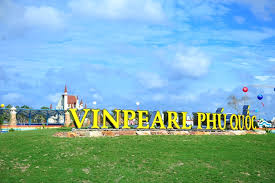
Công viên giải trí Vinpearl Land

1/ Vườn quốc gia Phú Quốc
2/ Khu bảo tồn biển Phú Quốc
3/ An Thới
| - Bãi Khem - Nhà Lao Cây Dừa - Mũi Ông Đội | - Bãi Vịnh Đầm - Bãi Sao - Bãi Xếp Lớn | - Bãi Xếp Nhỏ - Núi Cô Chín - Núi Radar | - Bãi Đất Đỏ |

4/ Quần đảo An Thới
| - Hòn Thơm - Hòn Dừa | - Hòn Rỏi - Hòn Đụn | - Hòn Gầm Ghì - Hòn Mây Rút | - Hòn Kim Qui - Hòn Dăm | - Hòn Xưởng |

5/ Dương Đông
- Suối Đá Bàn
- Dinh Cậu

6/ Bãi Trường
7/ Rạch Tràm
8/ Rạch Vẹm
9/ Bắc Đảo
- Bãi Thơm
- Gành Dầu
- Bãi Dài

10/ Làng chài Hàm Ninh
- Bãi Vòng
- Suối Tranh

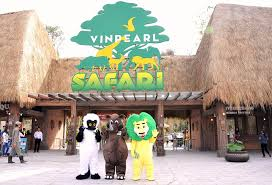
Vườn thú bán hoang dã Phú Quốc

11/ Vinpearl Safari Phú Quốc (vườn thú bán hoang dã đầu tiên của Việt Nam)
12/ Công viên giải trí VinWonders Phú Quốc 50ha (Khu vui chơi lớn nhất Châu Á)
13/ Đảo Sim (Sim Island Phú Quốc)
14/ Cáp treo Hòn Thơm
Bãi biển An Thới có hình cánh cung, được che chắn bởi mũi Đèn (mũi Hạnh) và mũi Cồn Dương tạo thành một vịnh nhỏ và khá lặng sóng.
Ngoài ra, đặc khu còn quản lý hành chính toàn bộ quần đảo An Thới, một quần đảo nằm ở phía nam đảo Phú Quốc.
- Di tích lịch sử Nhà tù Phú Quốc (Trại Cây Dừa)
- Bãi Khem
- Bãi Sao
- Hòn Thơm

## Giao thông
Phương tiện đến Phú Quốc chủ yếu bằng máy bay đến sân bay quốc tế Phú Quốc, tàu cao tốc hay phà. Dưới đây là các lựa chọn để đến Phú Quốc tùy theo từng điểm xuất phát khác nhau:

### Đường thủy
- Rạch Giá - Phú Quốc: Khoảng cách 120 km, có thể đi bằng tàu cao tốc hay phà.
- Hà Tiên - Phú Quốc: Khoảng cách 45 km, có thể đi bằng tàu cao tốc hay phà.

## Hình ảnh

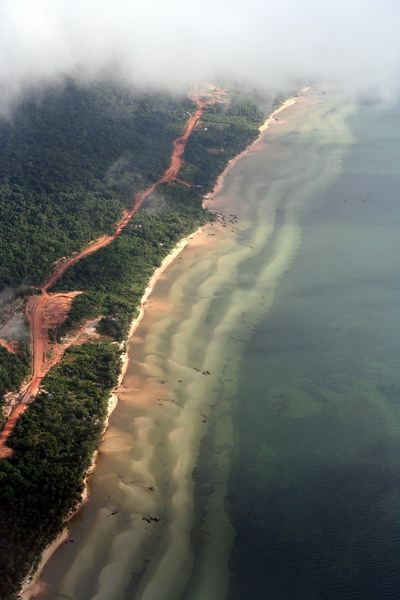
Bờ biển Phú Quốc
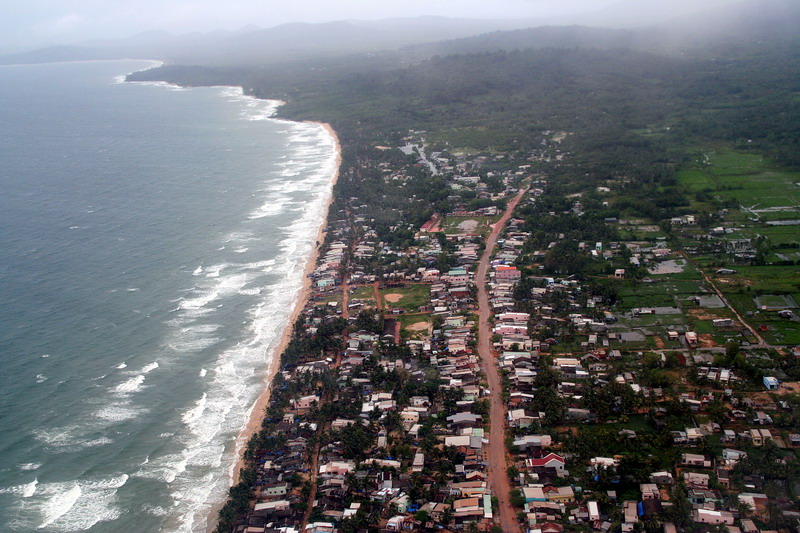
Bờ biển Phú Quốc
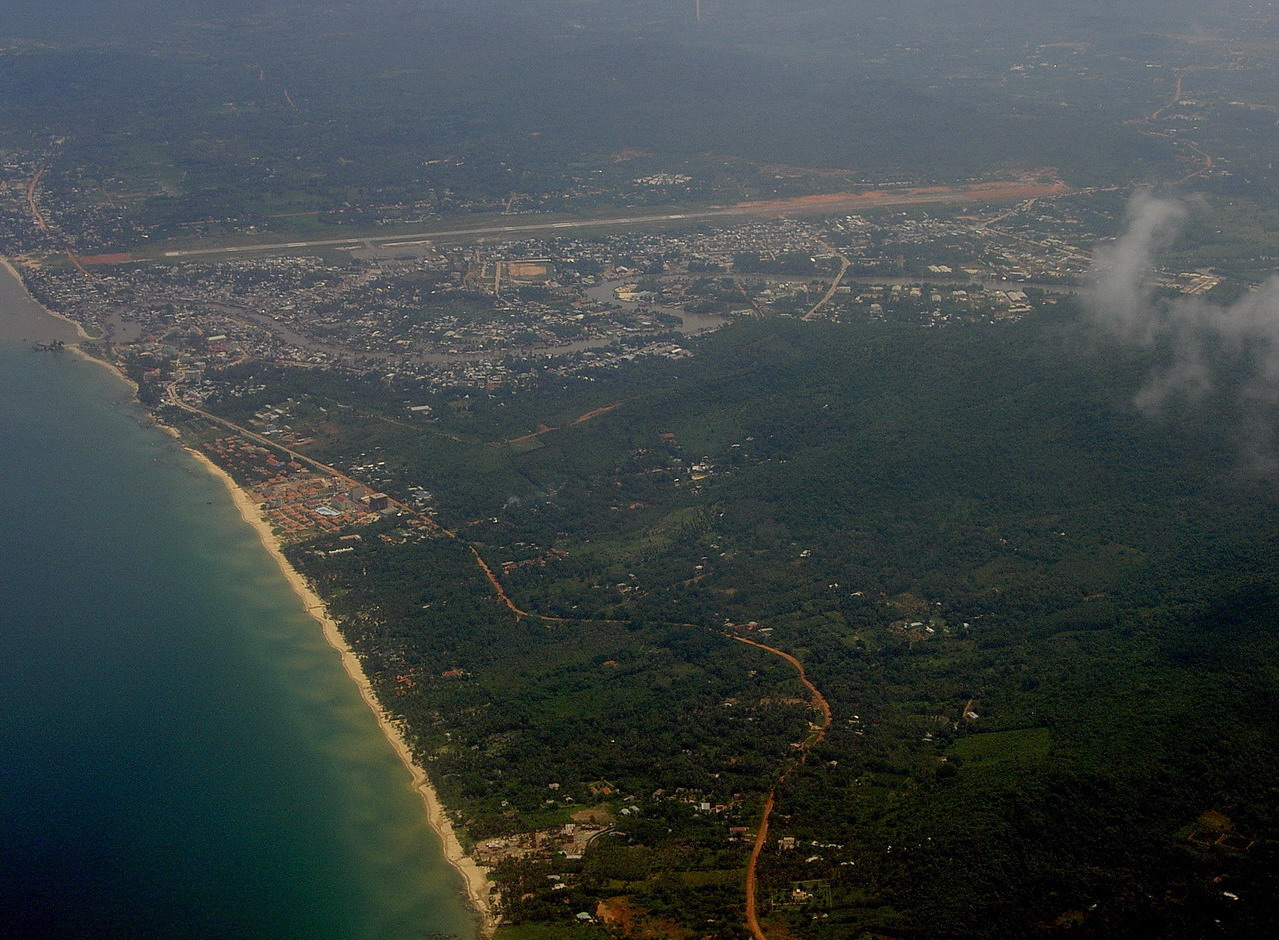
Bờ biển Phú Quốc
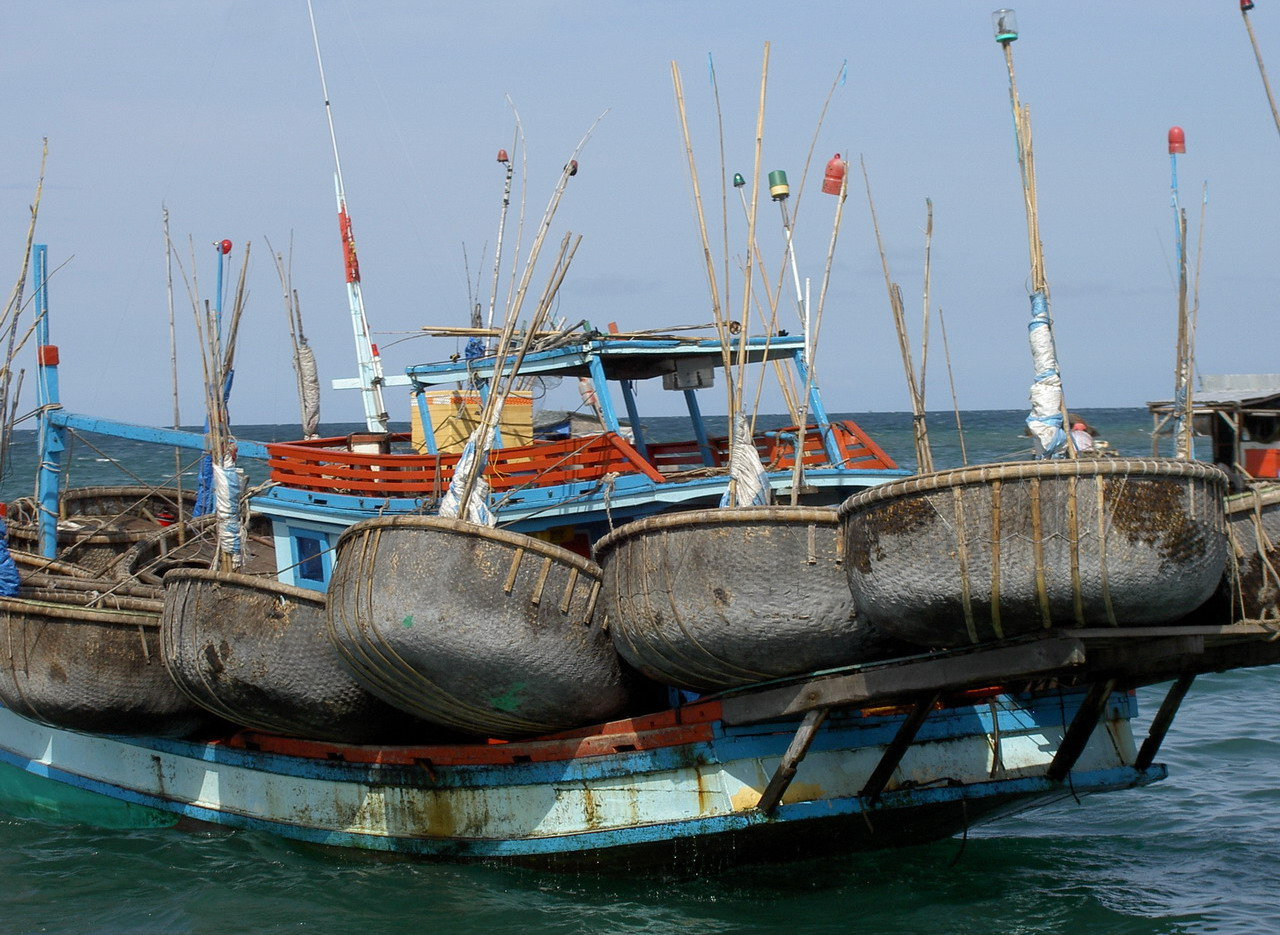
Tàu đánh bắt hải sản
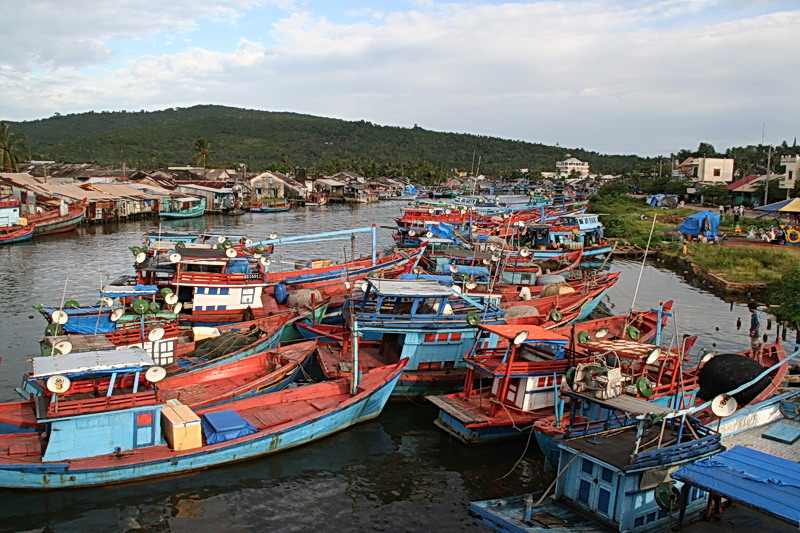
Tàu đánh bắt hải sản
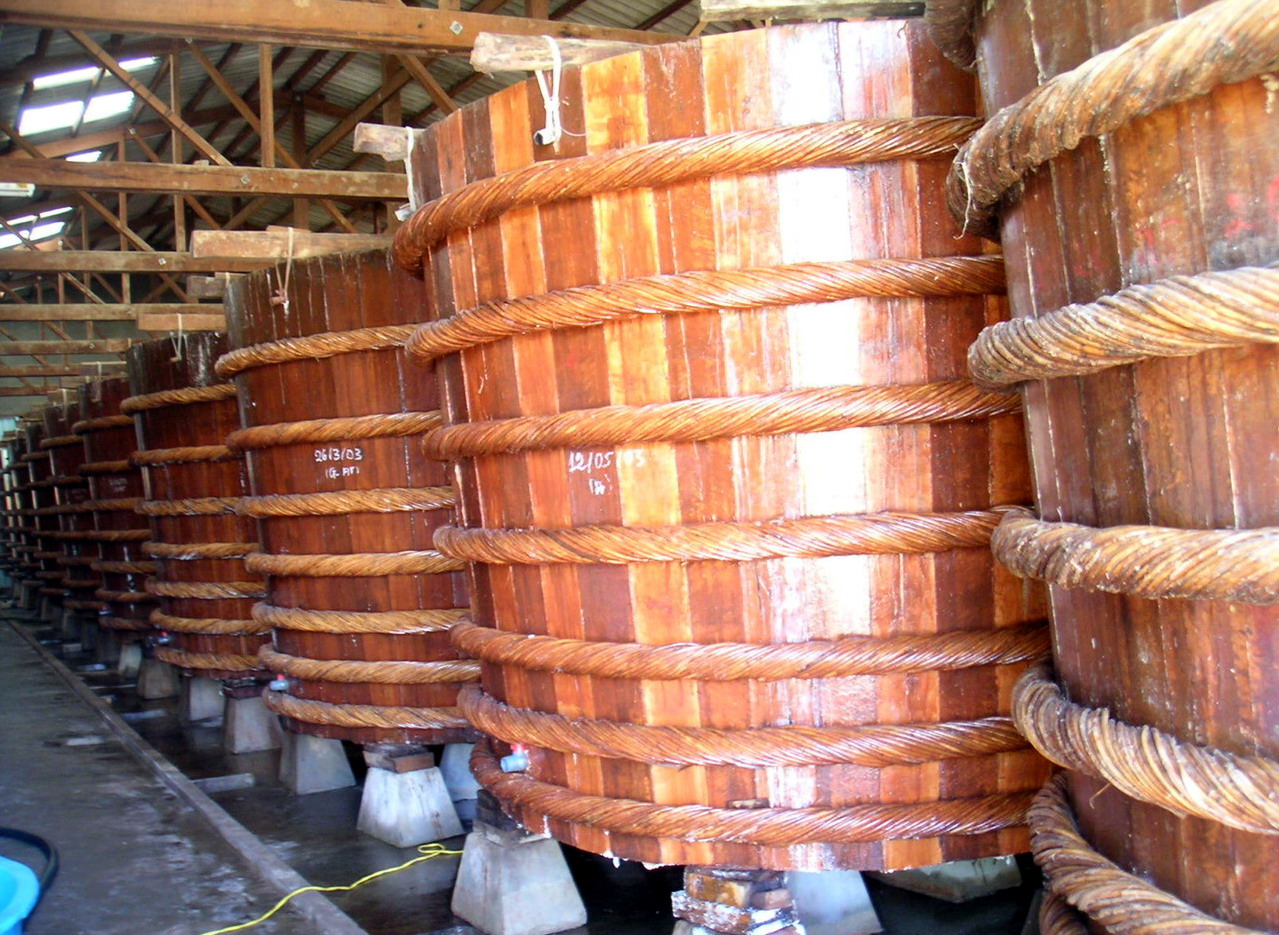
Sản xuất nước mắm
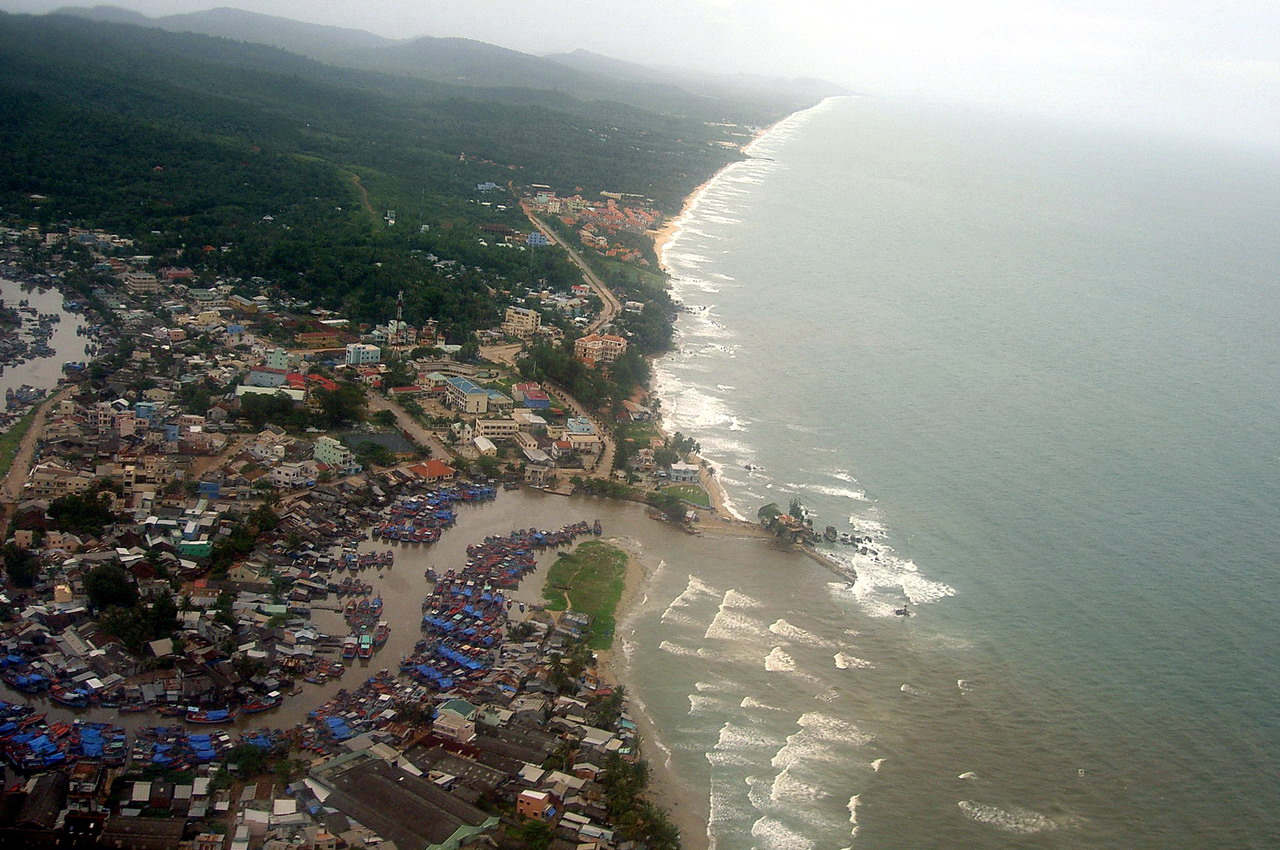
Cửa sông Dương Đông
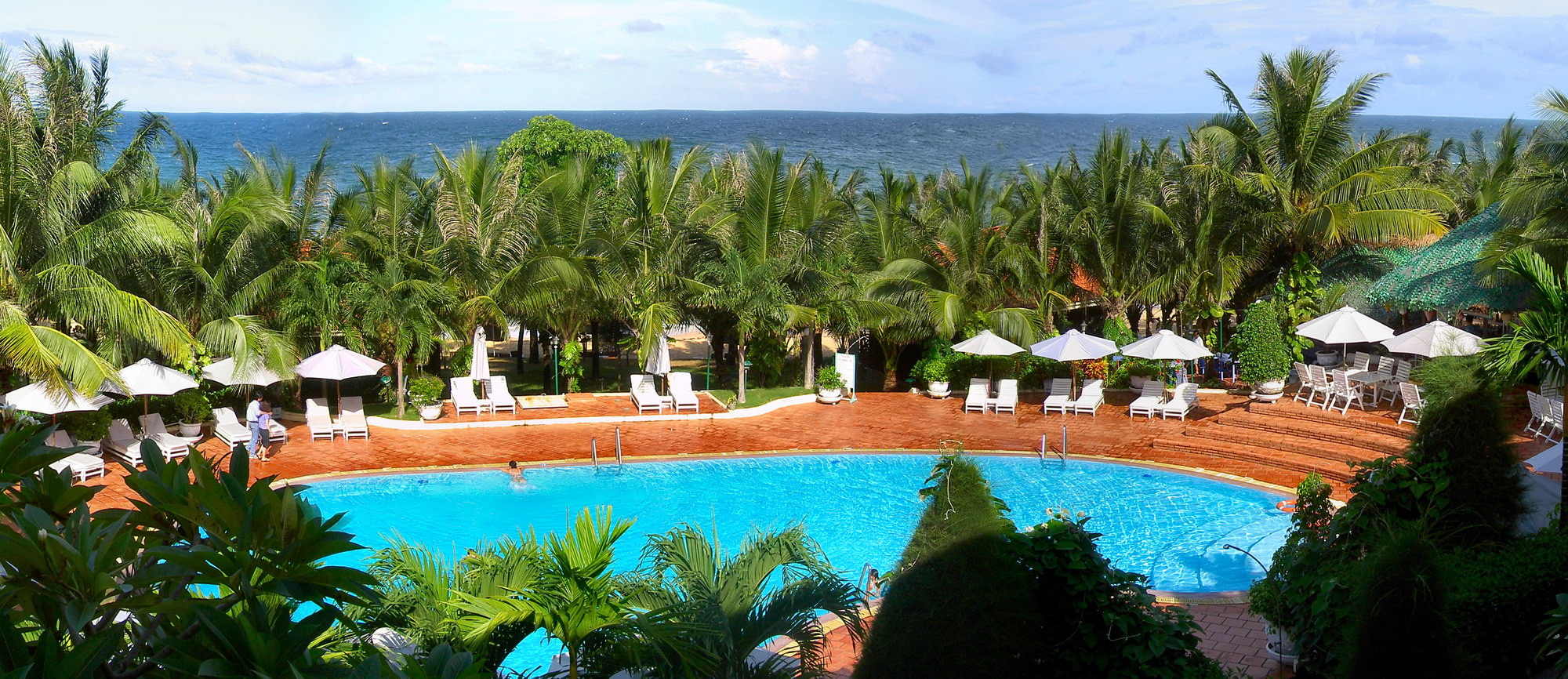
Một resort ở Phú Quốc
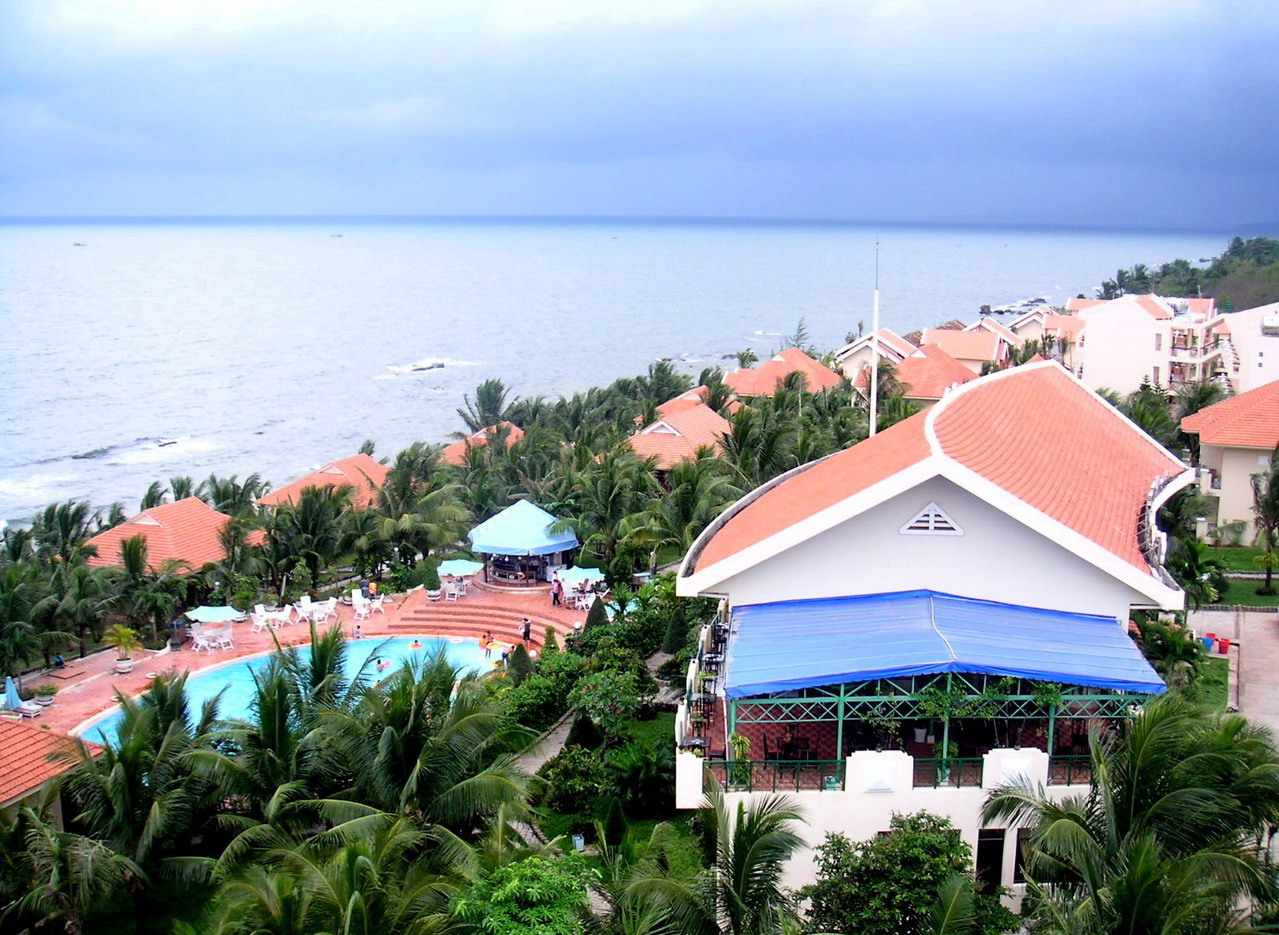
Một khách sạn ở Phú Quốc
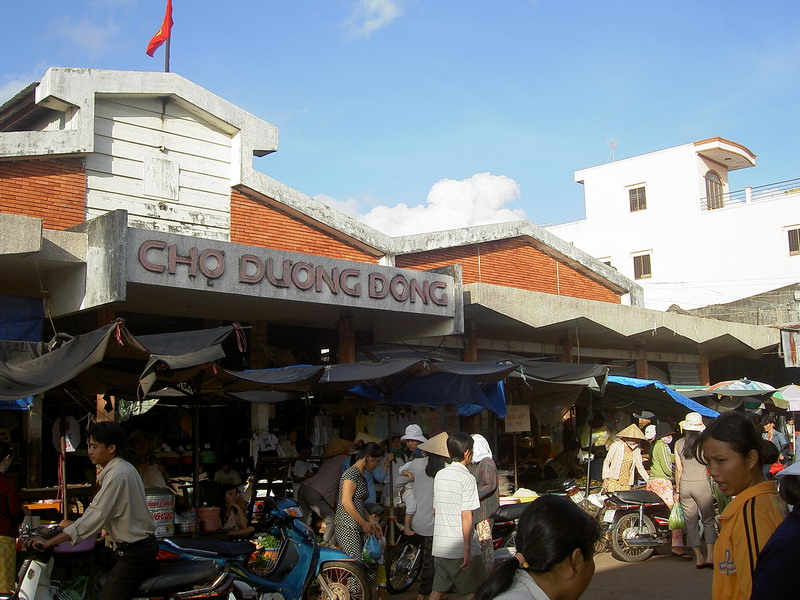
Chợ Dương Đông
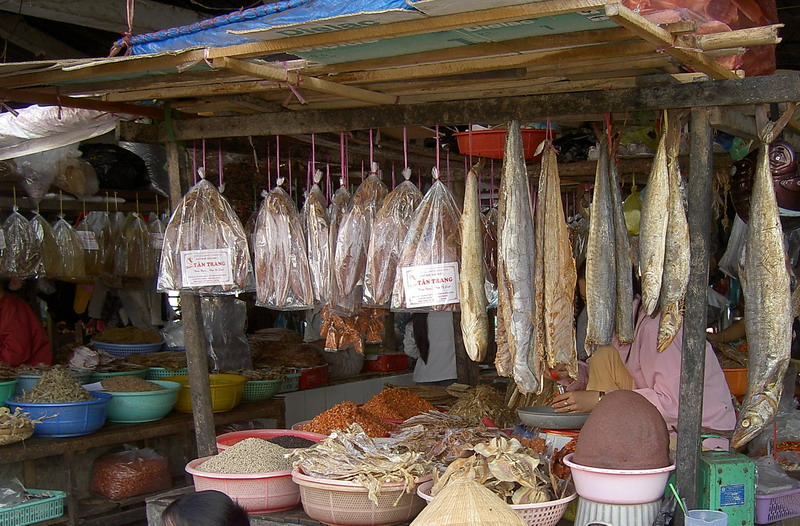
Chợ Dương Đông
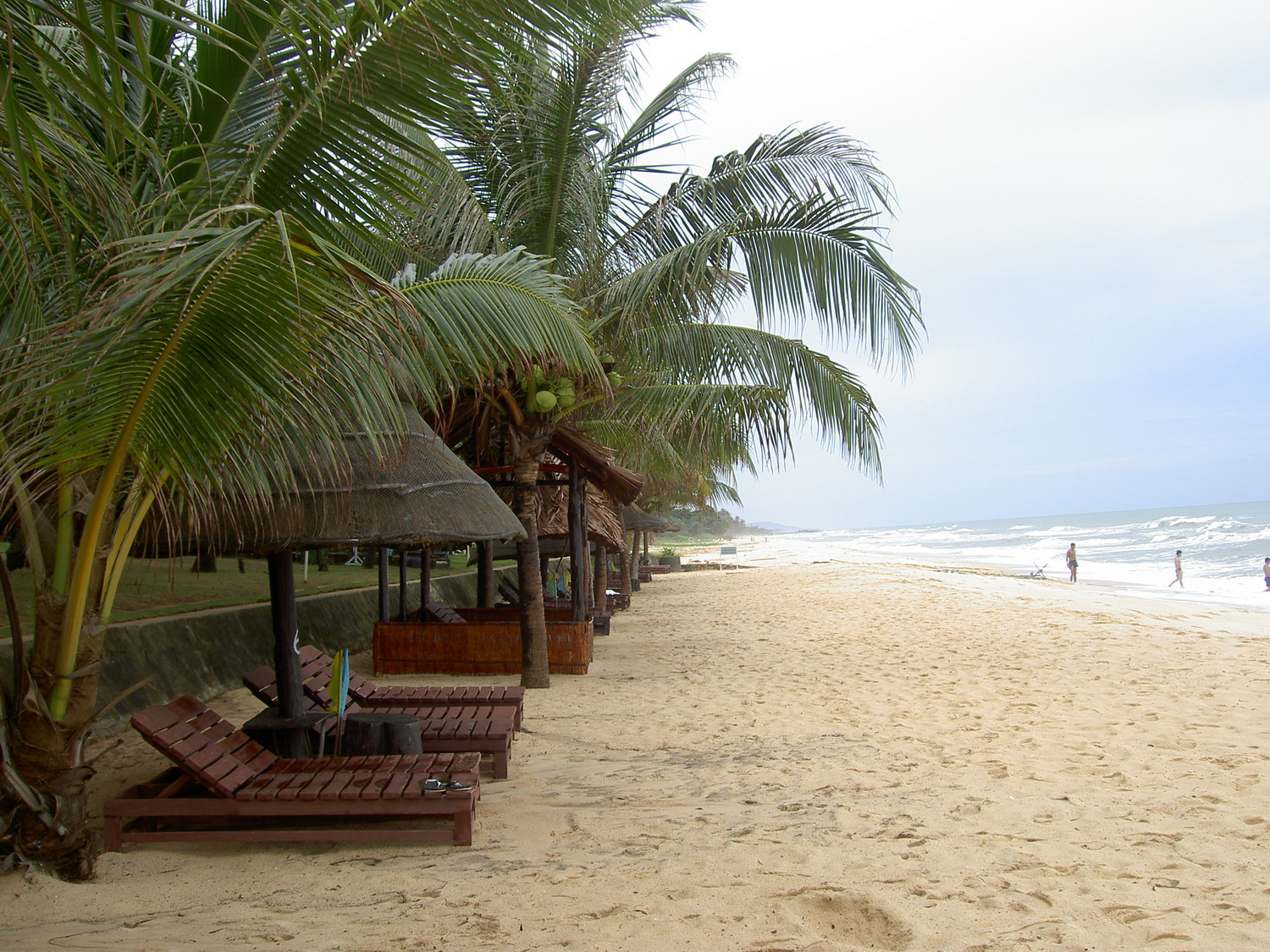
Một bãi biển ở Phú Quốc
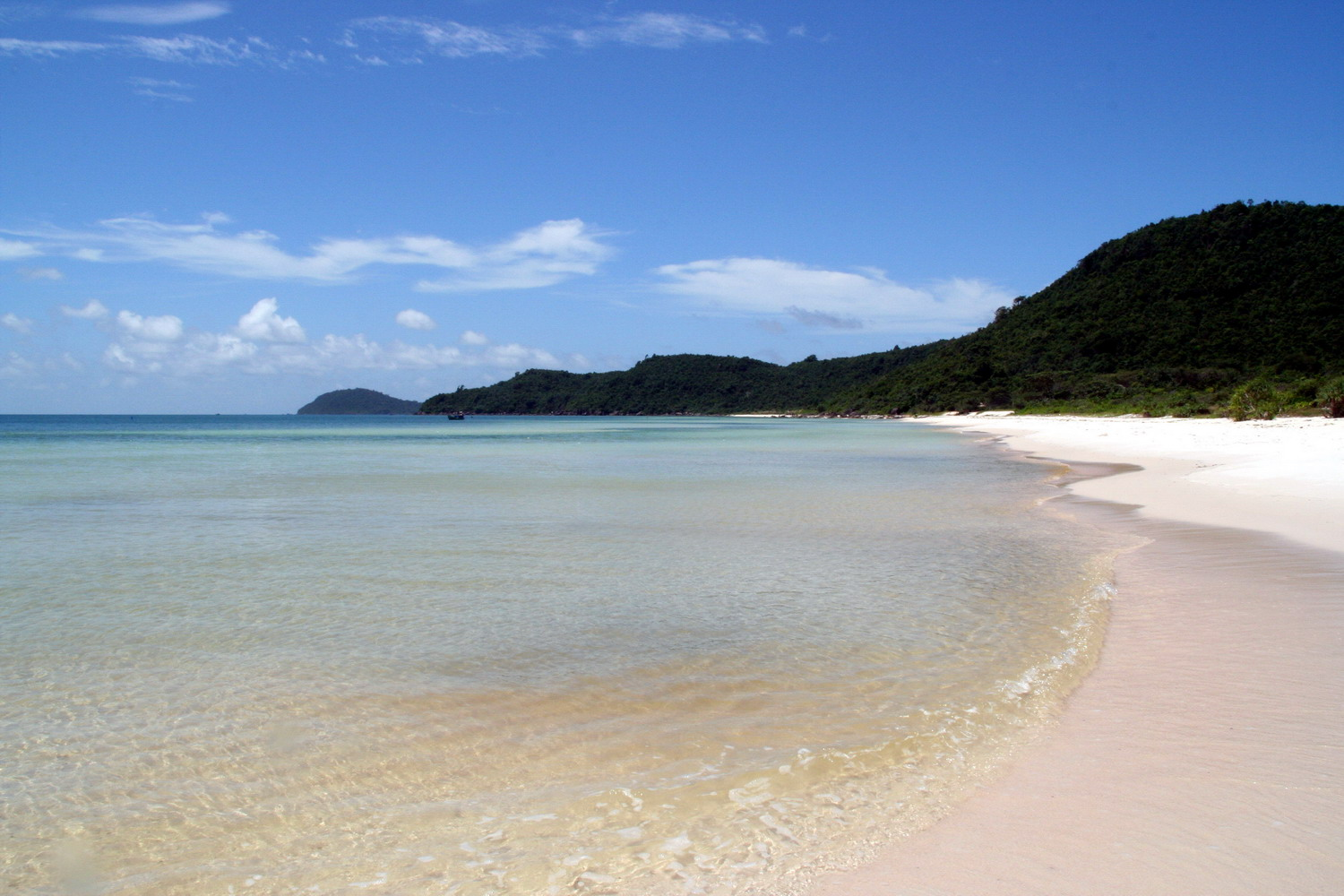
Bãi Sao Phú Quốc
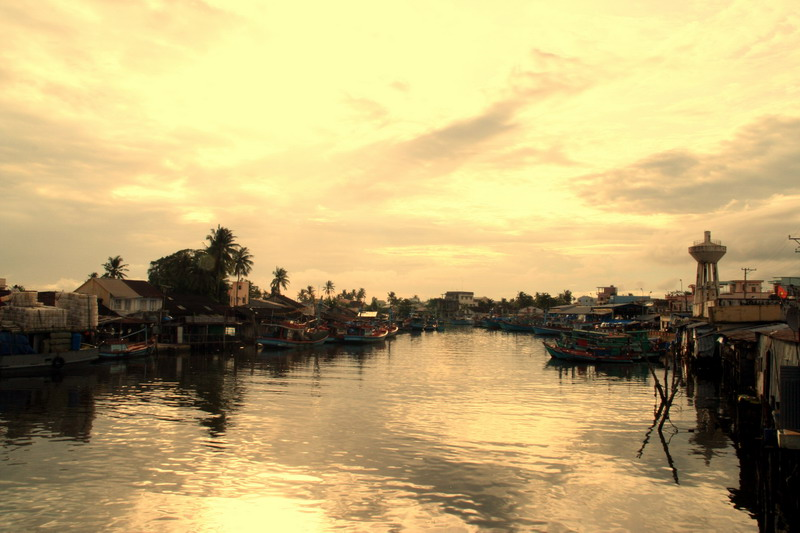
Sông Dương Đông
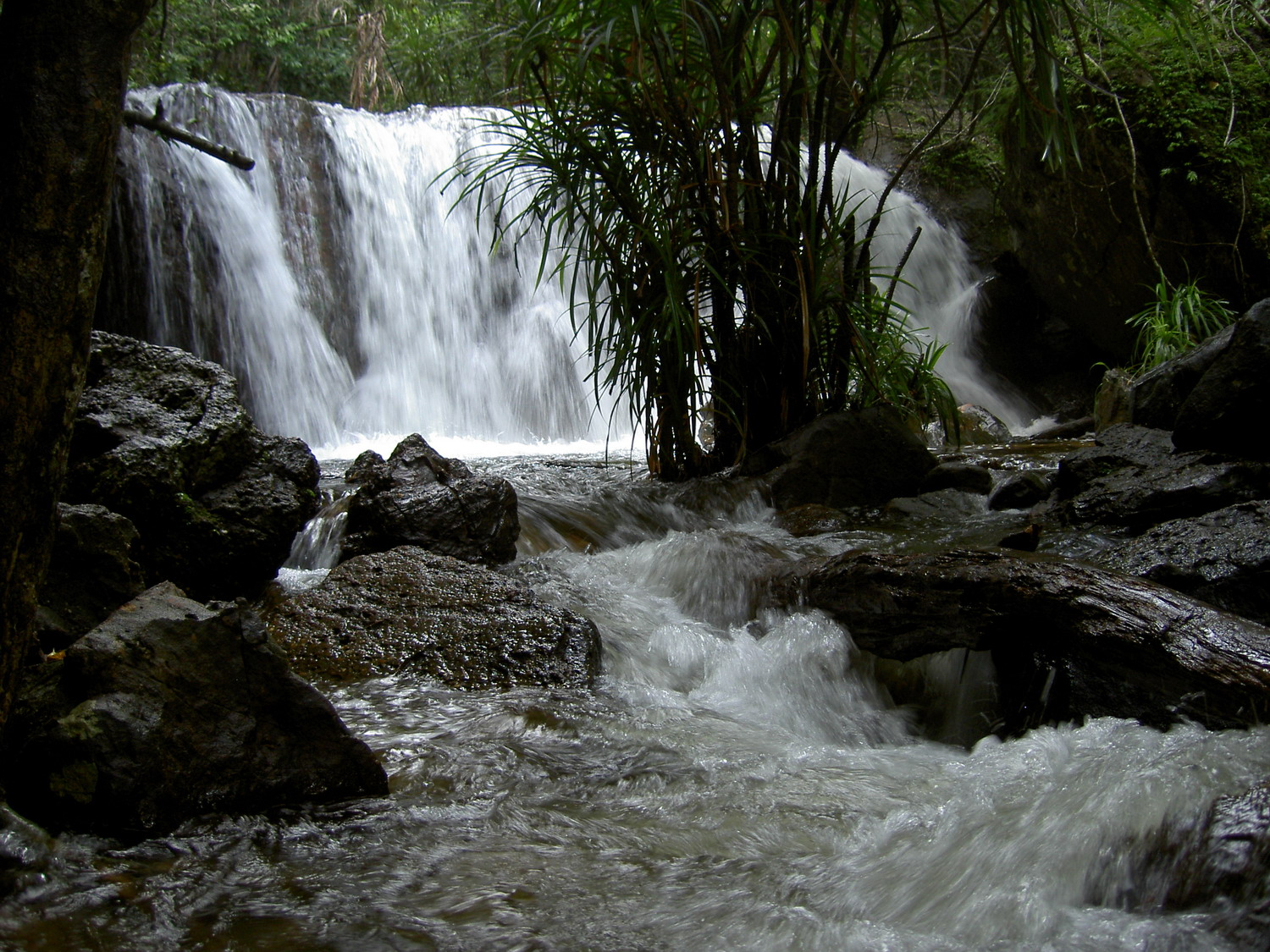
Suối Tranh
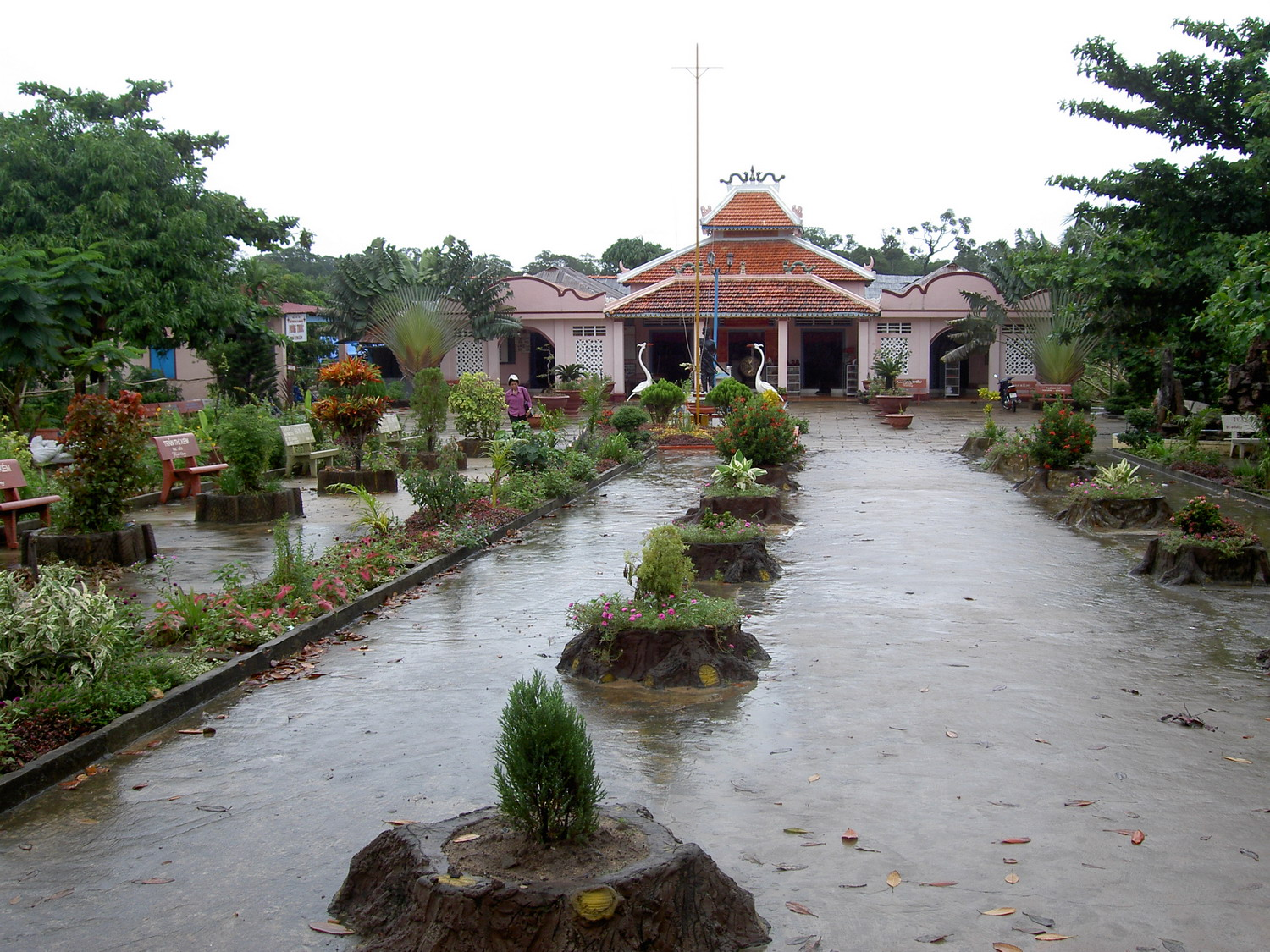
Đền thờ Nguyễn Trung Trực
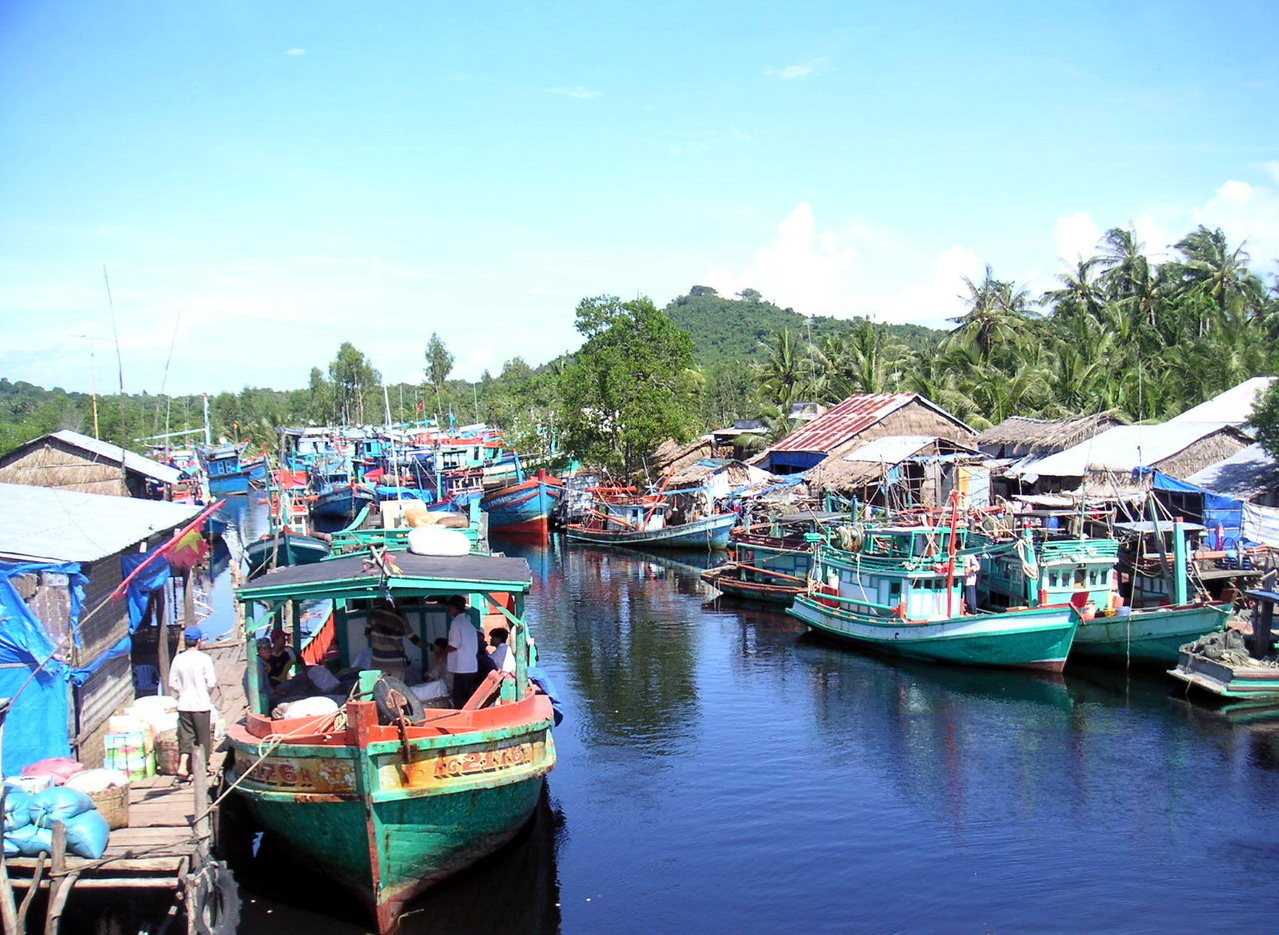
Làng đánh cá
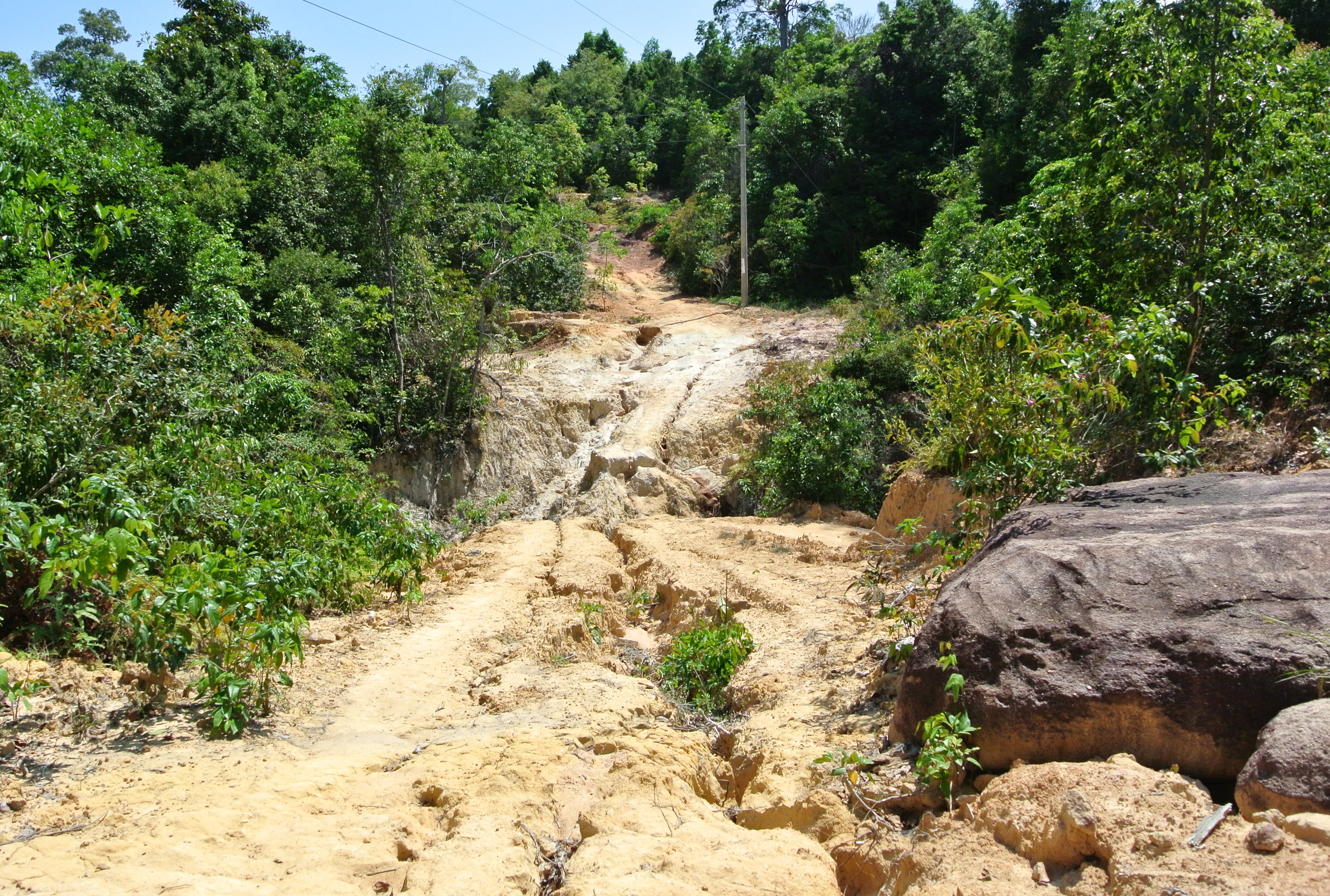
Địa hình khu vực Đông Bắc đảo Phú Quốc
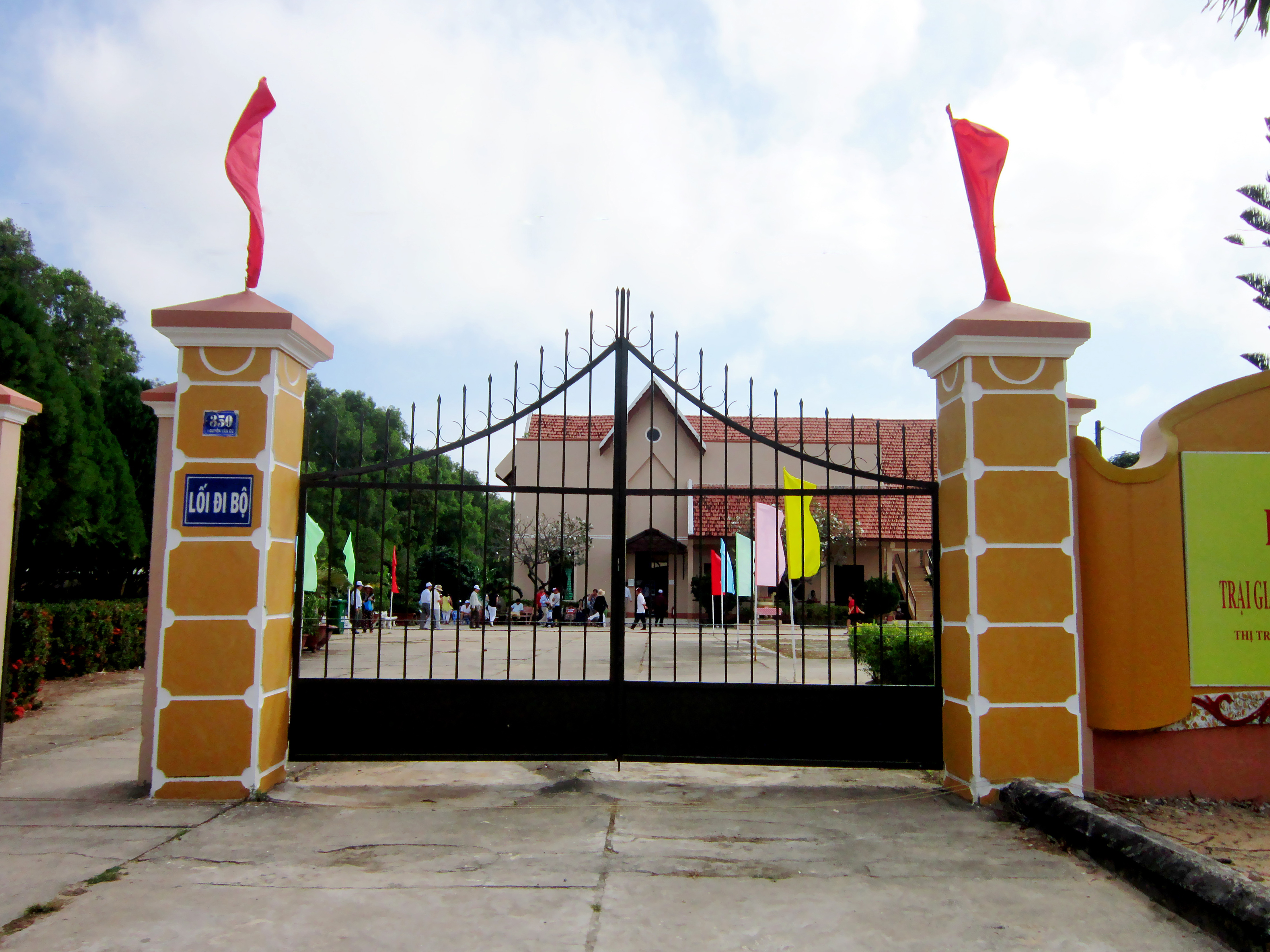
Nhà tù Phú Quốc
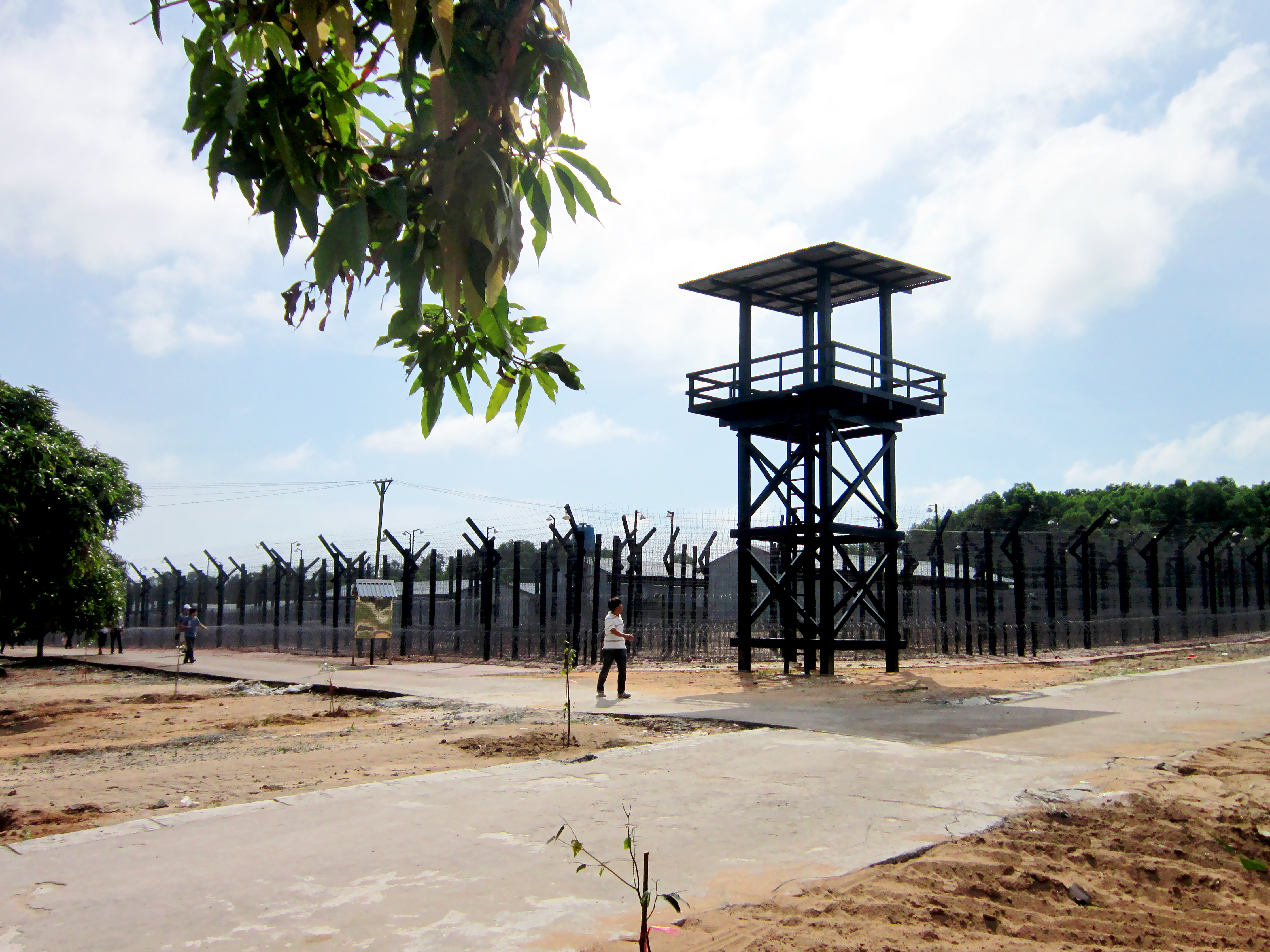
Nhà lao được phục dựng trong nhà tù Phú Quốc
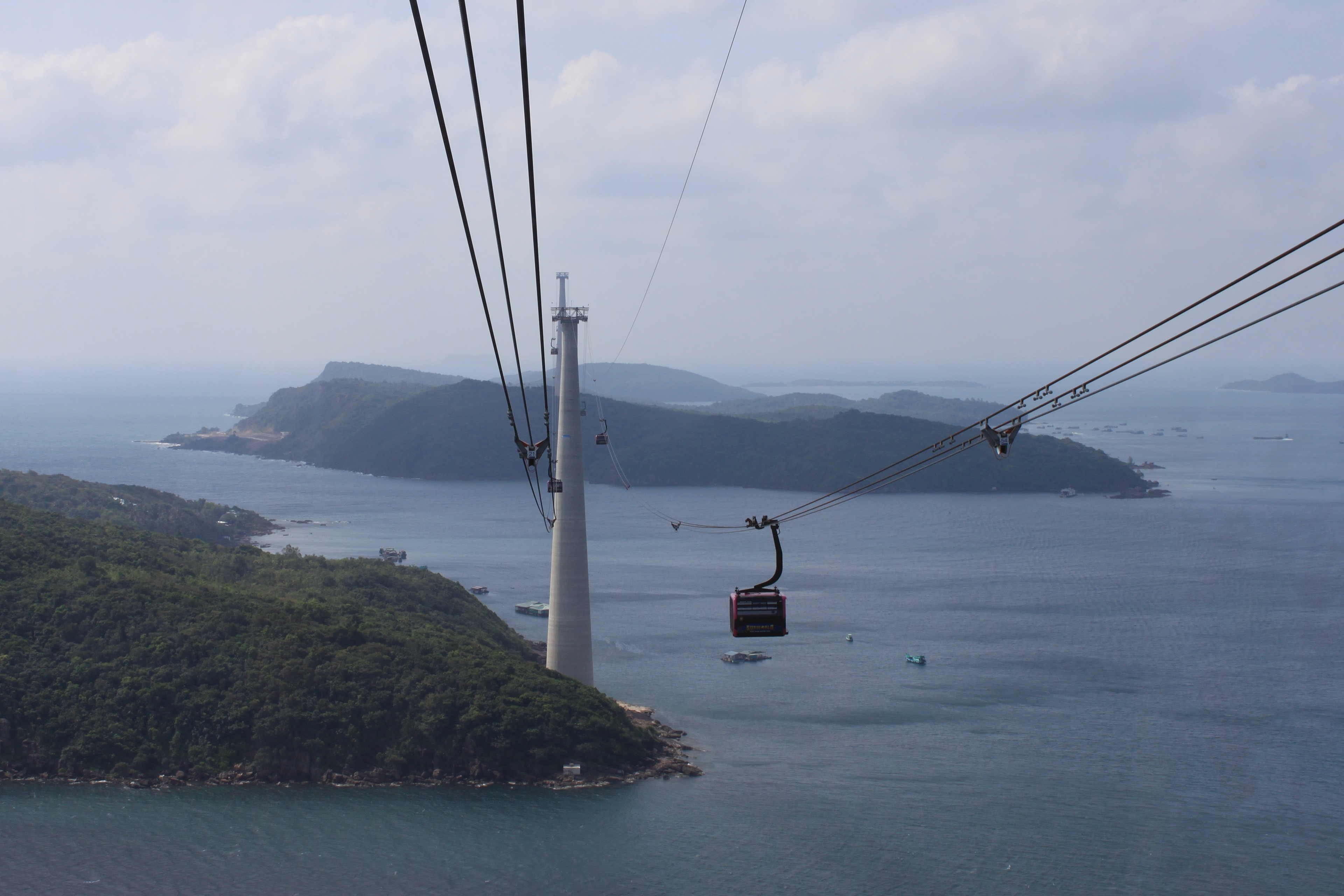
Trụ cáp treo trên Hòn Rỏi
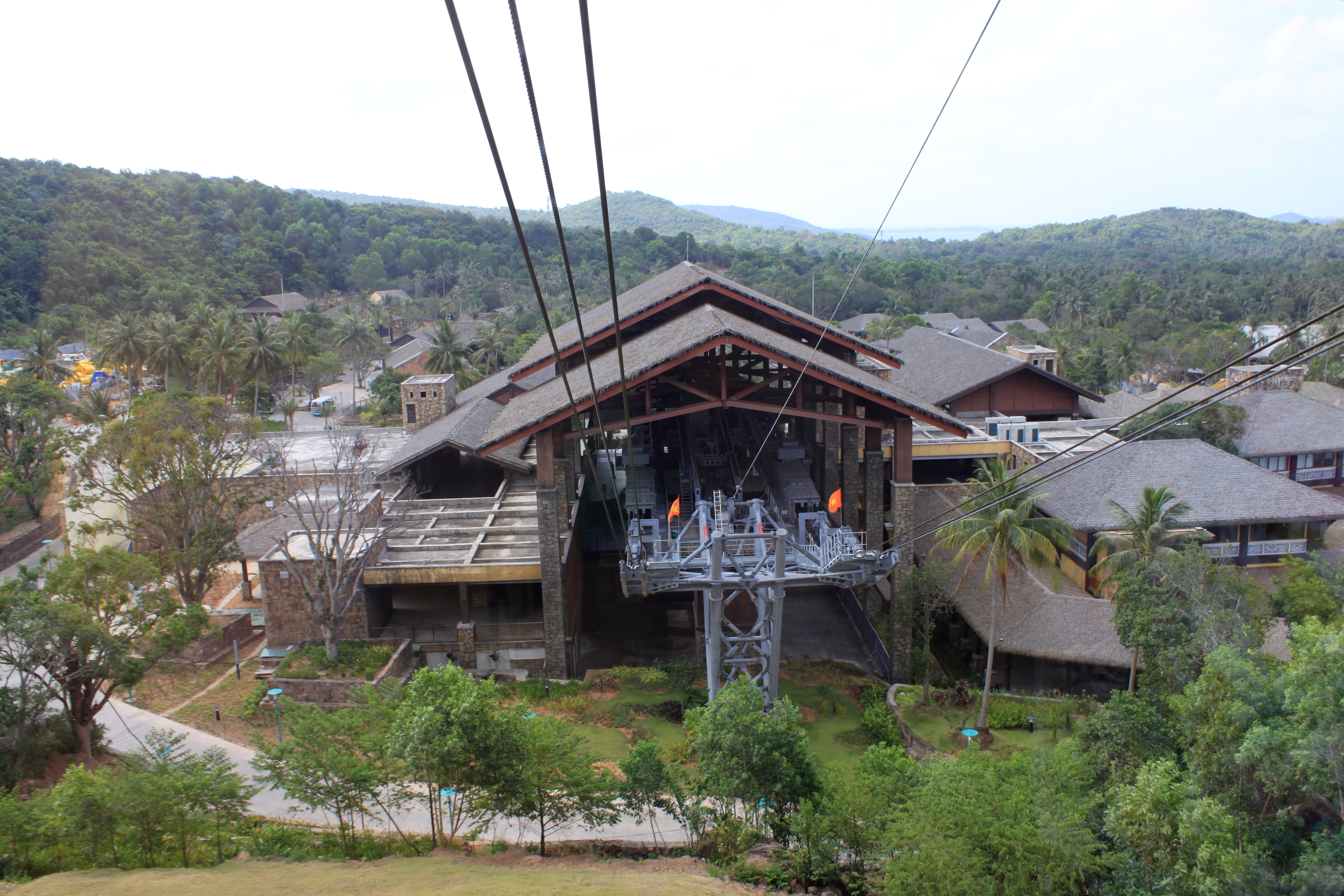
Ga Hòn Thơm, ga đến của tuyến cáp treo
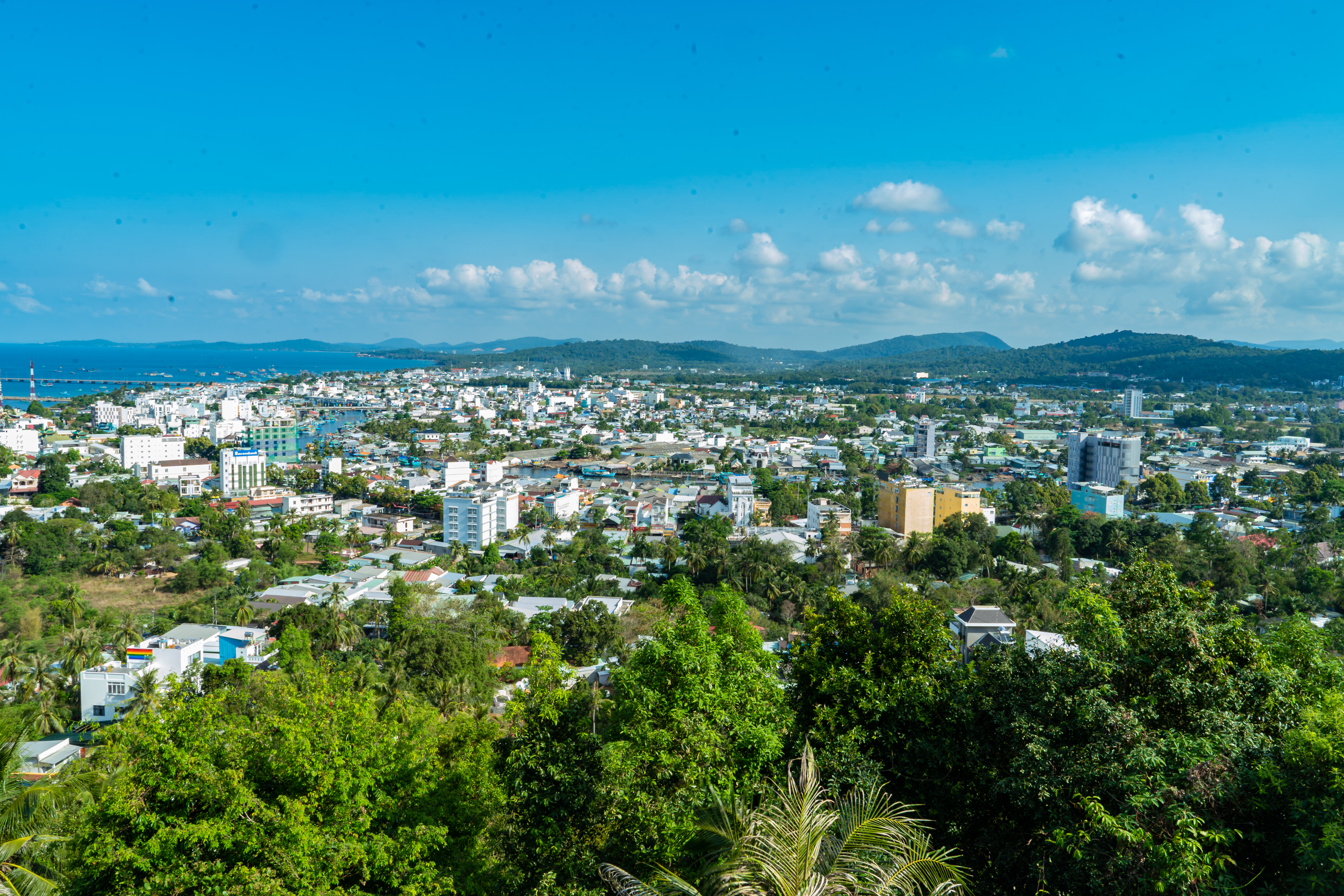
Toàn cảnh Phú Quốc tháng 3 năm 2021
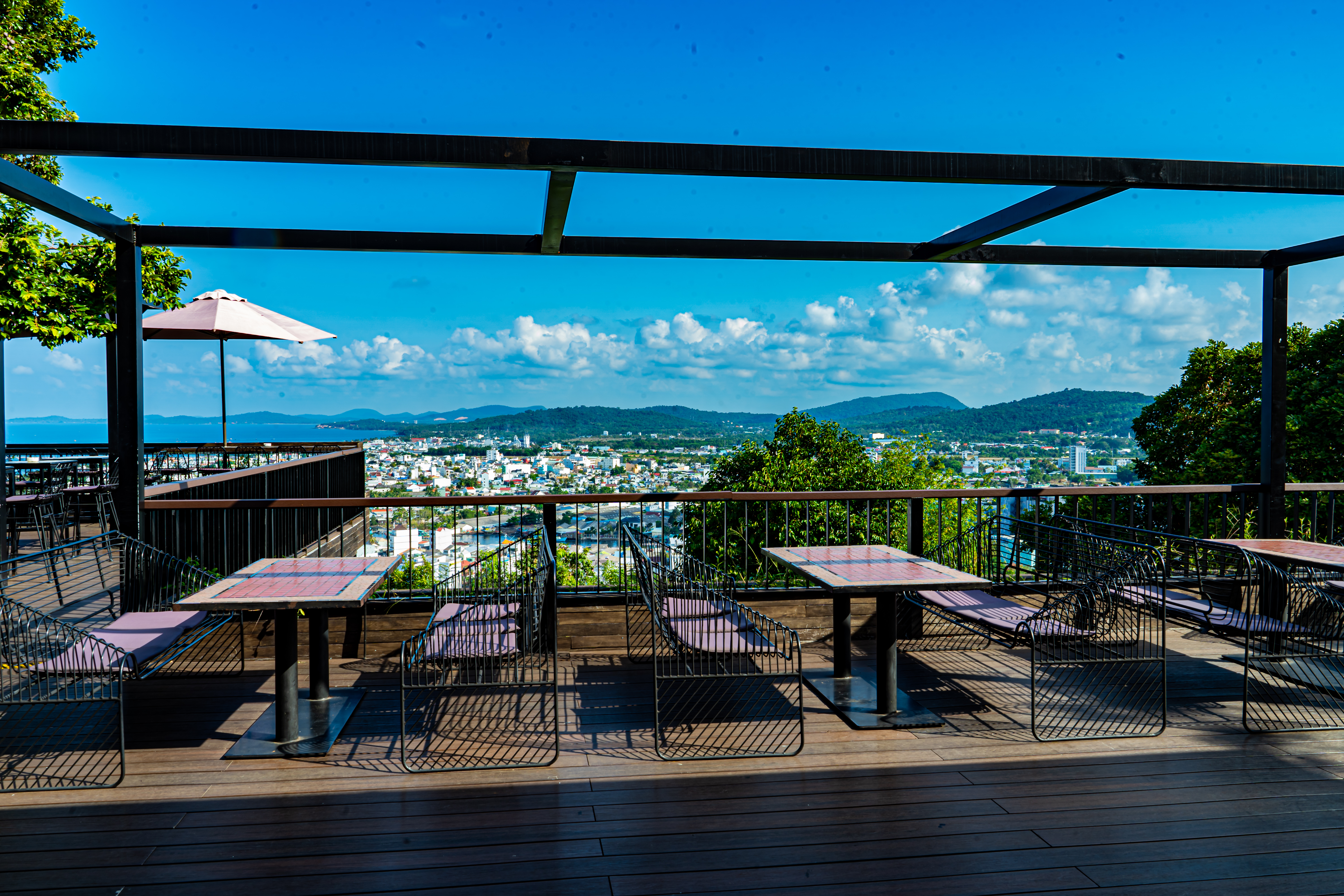
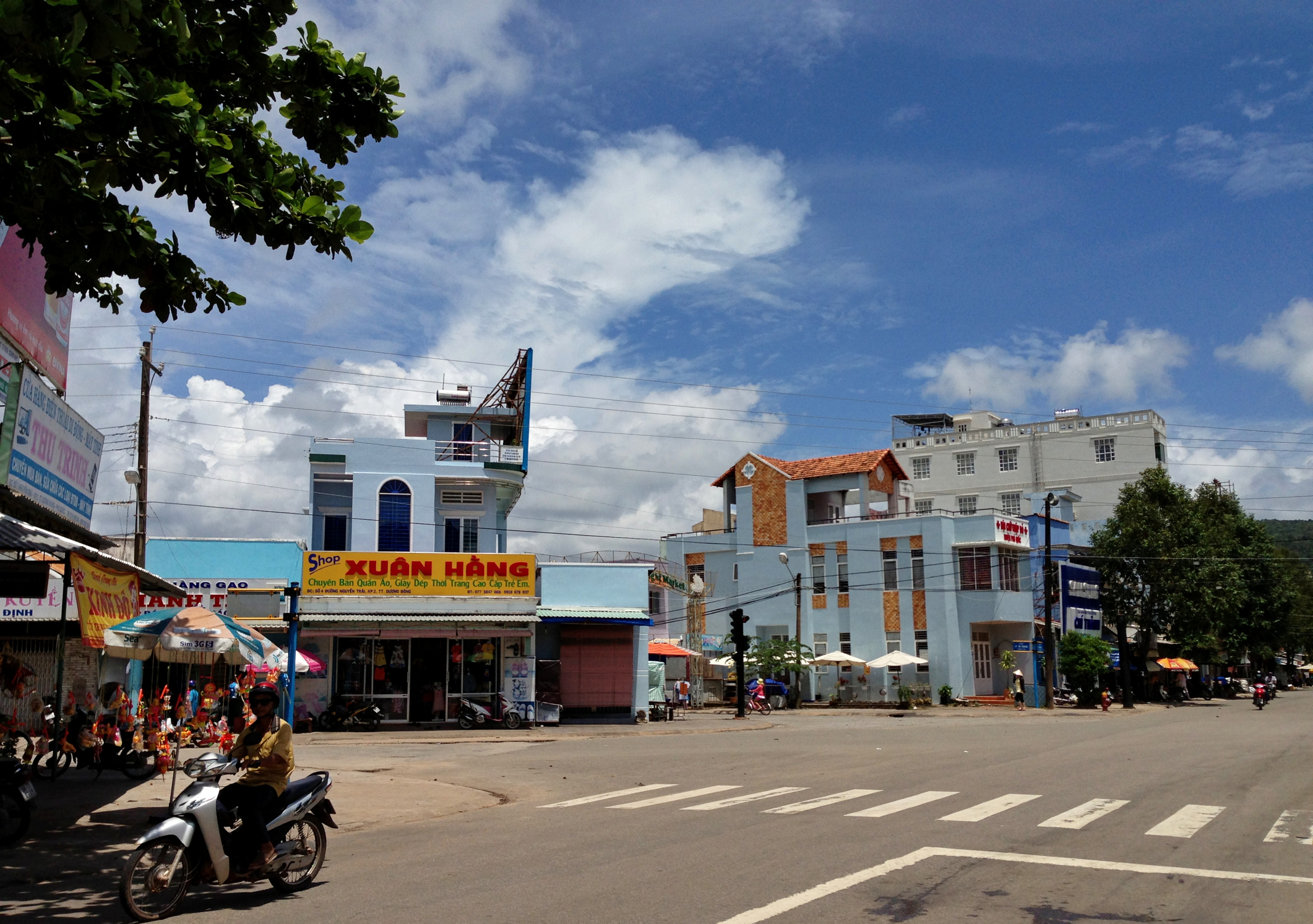
Trung tâm phường Dương Đông
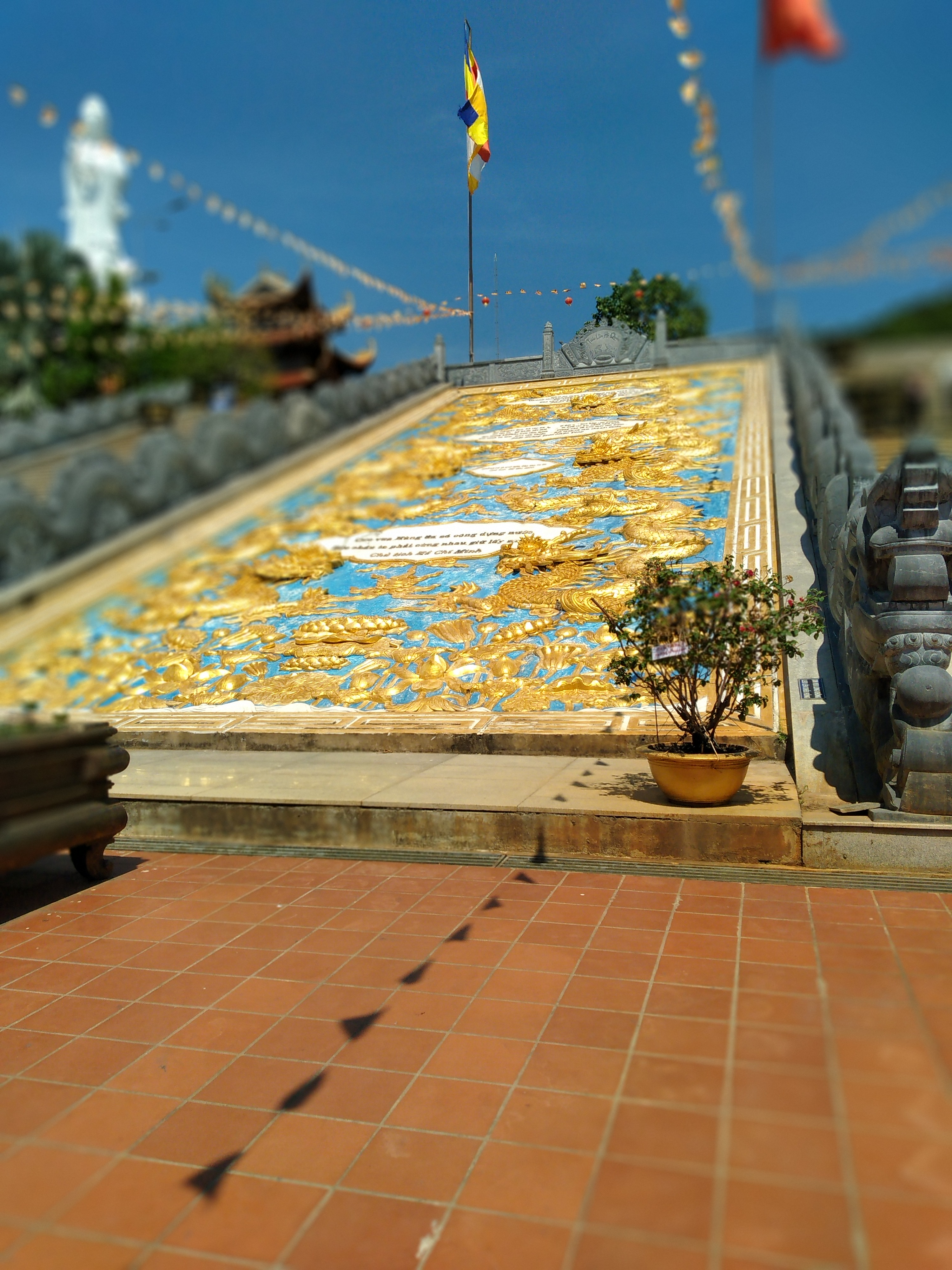
Chùa Hộ Quốc
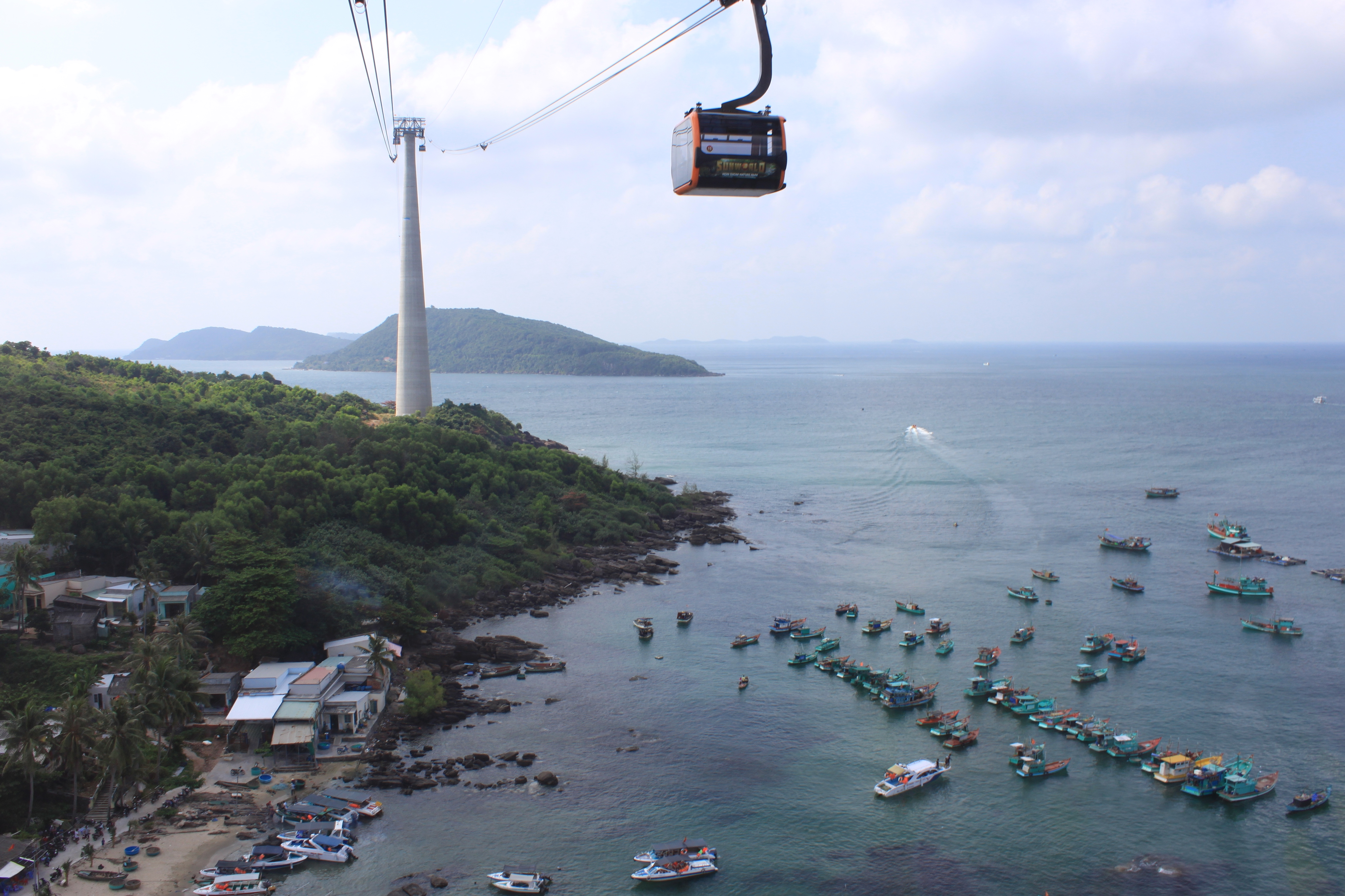
Làng chài An Thới nhìn từ cáp treo Hòn Thơm.
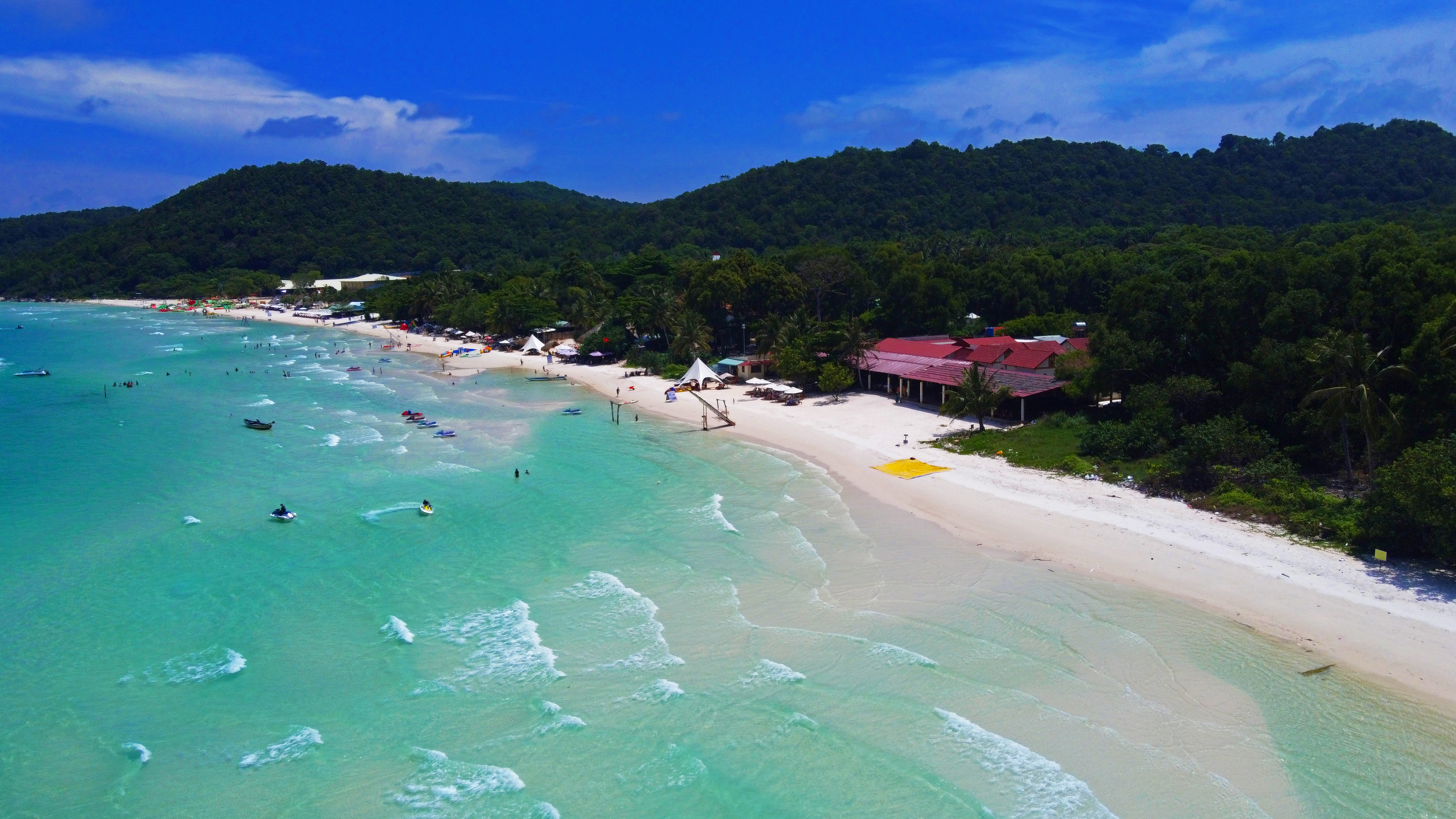
Bãi Sao
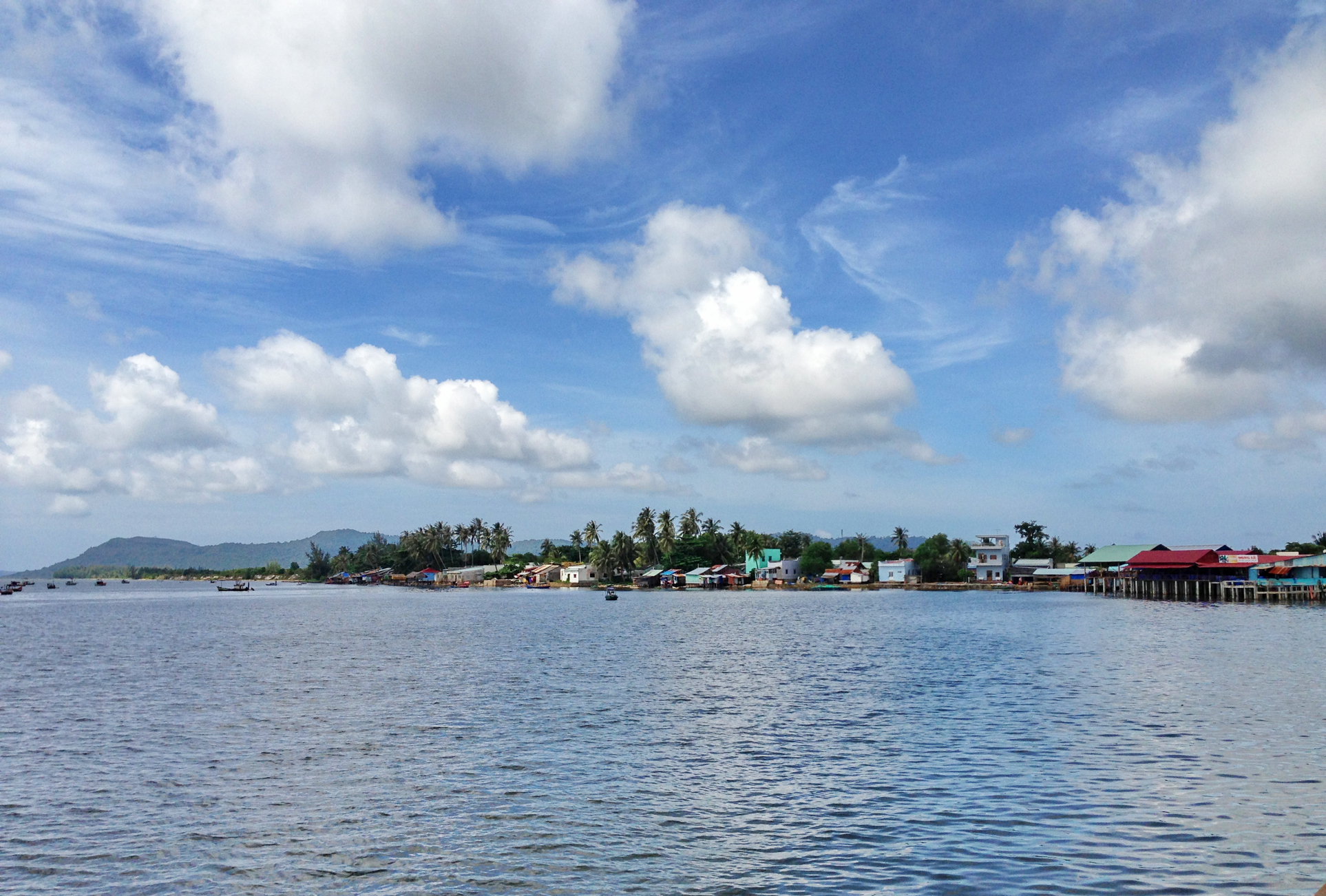
Bãi biển Hàm Ninh nhìn từ cầu cảng
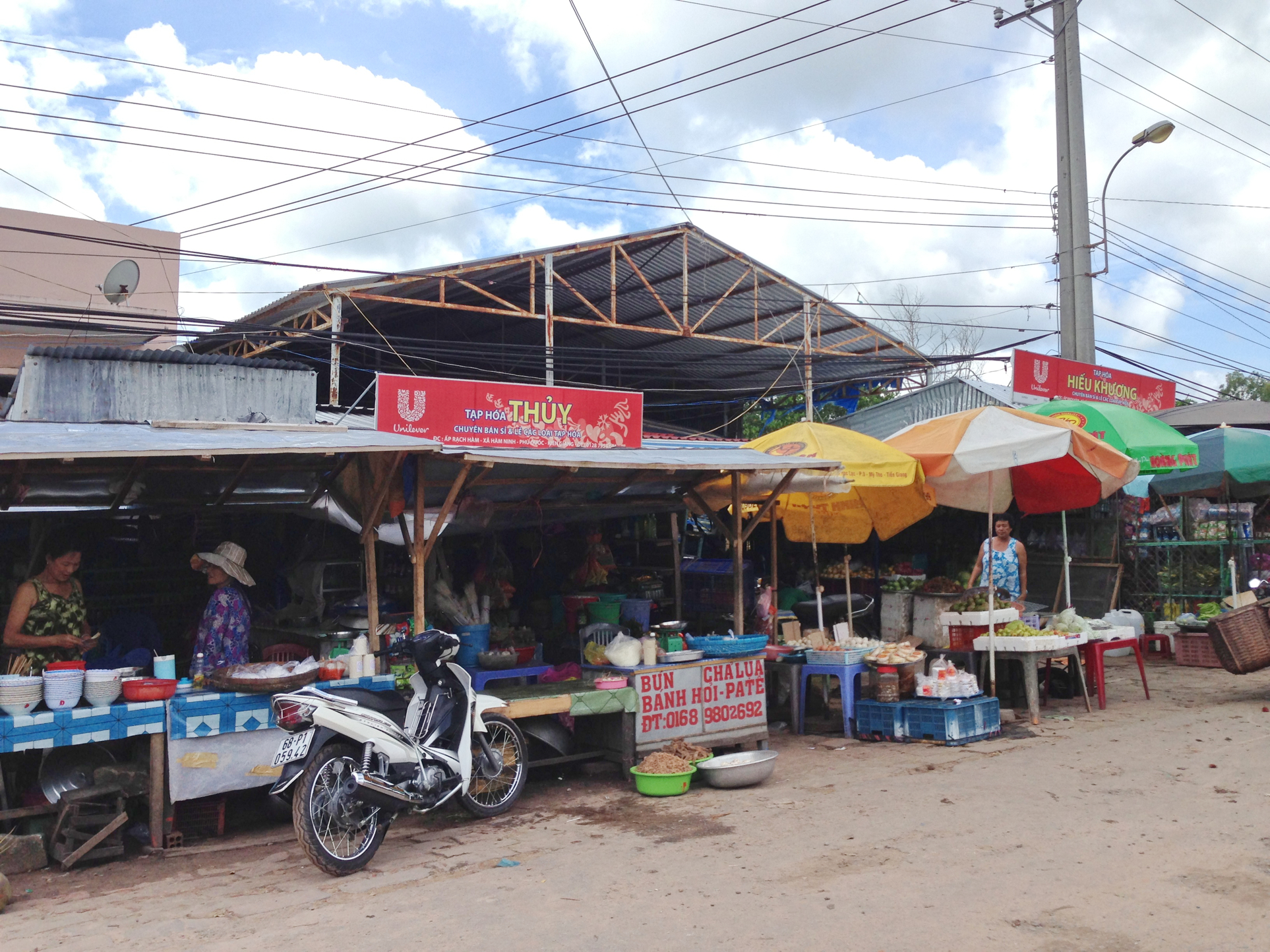
Chợ Hàm Ninh